# Гагарин, Юрий Алексеевич
Ю́рий Алексе́евич Гага́рин (9 марта 1934, Клушино, Гжатский (ныне Гагаринский) район, Западная область (ныне — Смоленская область) — 27 марта 1968, возле села Новосёлово, Киржачский район, Владимирская область) — лётчик-космонавт СССР, Герой Советского Союза, кавалер высших знаков отличия ряда государств, почётный гражданин многих российских и зарубежных городов.
Полковник ВВС СССР (1963), военный лётчик 1-го класса, заслуженный мастер спорта СССР (1961), член ЦК ВЛКСМ, депутат Верховного Совета СССР 7-го и 8-го созывов.
12 апреля 1961 года Юрий Гагарин стал первым человеком в мировой истории, совершившим полёт в космическое пространство. Ракета-носитель «Восток» с кораблём «Восток-1», на борту которого находился Гагарин, была запущена с космодрома Байконур, расположенного в Кызылординской области Казахской ССР. После 106 минут полёта Гагарин успешно приземлился в Саратовской области, неподалёку от Энгельса. 12 апреля 1961 года, день полёта Юрия Гагарина в космос, был объявлен праздником — Днём космонавтики.
Первый космический полёт вызвал большой интерес во всём мире, а сам Юрий Гагарин превратился в мировую знаменитость. По приглашениям зарубежных правительств и общественных организаций он посетил около 30 стран. Также у первого космонавта было много поездок и внутри Советского Союза. В последующие годы Гагарин вёл большую общественно-политическую работу, окончил Военно-воздушную инженерную академию имени профессора Н. Е. Жуковского, работал в Центре подготовки космонавтов и готовился к новому полёту в космос.
27 марта 1968 года Юрий Гагарин погиб в авиационной катастрофе вблизи деревни Новосёлово Киржачского района Владимирской области, выполняя учебный полёт на самолёте МиГ-15УТИ под руководством опытного инструктора В. С. Серёгина. Причины и обстоятельства авиакатастрофы остаются не вполне выясненными до сегодняшнего дня.
В связи с гибелью Гагарина в Советском Союзе был объявлен общенациональный траур (впервые в истории СССР в память о человеке, не являвшемся главой государства). В честь первого космонавта Земли был переименован ряд населённых пунктов (включая его родной город — Гжатск), названы улицы и проспекты. В разных городах мира было установлено множество памятников Гагарину.

## Биография

### Ранние годы жизни и образование
Юрий Алексеевич Гагарин родился 9 марта 1934 года, по документам в деревне Клушино Гжатского района Западной области РСФСР (в настоящее время — Гагаринский район Смоленской области), то есть по месту жительства (прописки) родителей. Фактическое место рождения — роддом города Гжатска (переименованного в 1968 году в город Гагарин). Является выходцем из рабочей среды: отец, Алексей Иванович Гагарин (14 (27) марта 1902 — 30 августа 1973), — плотник, мать, Анна Тимофеевна Матвеева (20 декабря 1903 — 12 июня 1984), работница молочно-товарной фермы, награждена орденами Трудового Красного Знамени и Дружбы Народов. Дед, Тимофей Матвеевич Матвеев (1871—1918), рабочий Путиловского завода, проживал в Санкт-Петербурге, в Автово, на Богомоловской (ныне Возрождения) улице в конце XIX века.

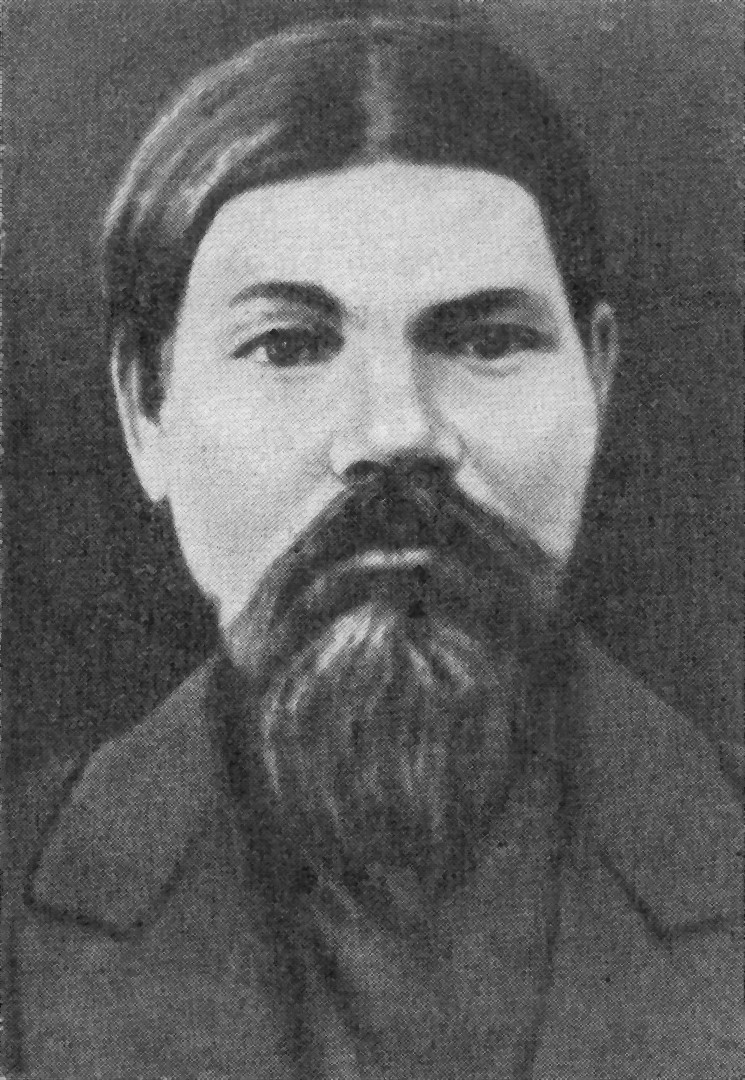
Тимофей Матвеевич Матвеев — Путиловский рабочий (сверловщик), революционер, дедушка Ю. А. Гагарина

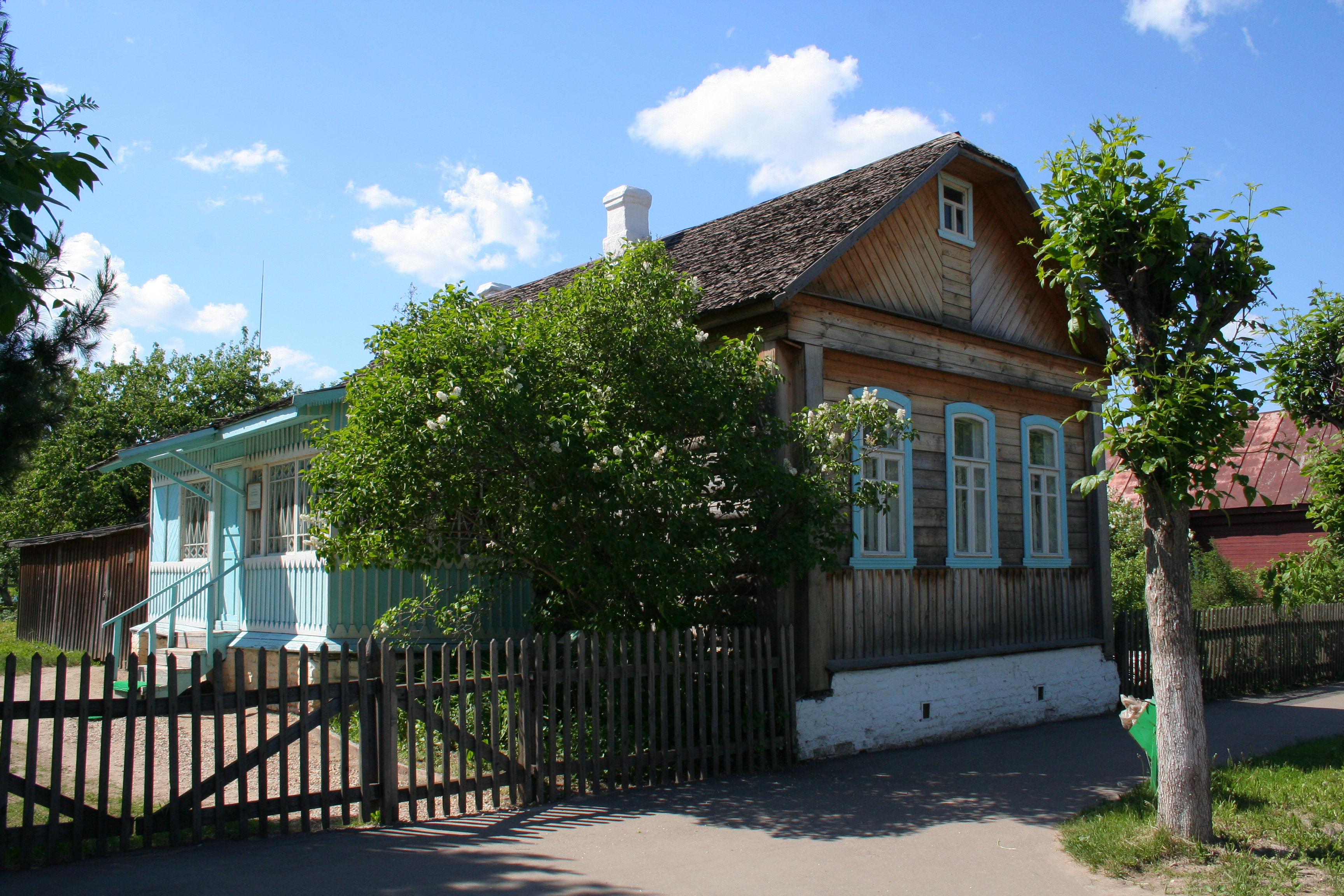
Дом, в котором Юрий Гагарин жил в школьные годы. Город Гагарин (бывший Гжатск)

В семье Гагариных было три сына и дочь. Юрий был третьим по старшинству.
Детство Юрия прошло в деревне Клушино. 1 сентября 1941 года мальчик пошёл в школу, но 12 октября деревня оказалась в оккупации, и его учёба прервалась. Семью с малыми детьми немцы выгнали, а в доме устроили мастерскую. До начала зимы Гагарины выкопали небольшую землянку, накрыли дёрном, выложили печку. Немецкие солдаты избивали отца и заставляли его работать. Незадолго до отступления немцы угнали старшего брата Валентина и сестру Зою в Германию. Юра видел, как матери бежали за машиной, увозившей детей, а немцы отгоняли их прикладами. В дальнейшем Юрий Гагарин не упоминал о военных годах. Почти полтора года деревня Клушино оставалась в оккупации, пока 9 апреля 1943 года её не освободила Красная армия. Учёба в школе возобновилась.
24 мая 1945 года семья Гагариных переехала в Гжатск. В мае 1949 года Юра окончил шестой класс Гжатской средней школы. Родители и учителя уговаривали его окончить семилетку в Гжатске, но Юрий хотел продолжить учёбу в Москве, где жили родственники. Попасть в Москву не удалось: пока родители готовили сына к отъезду, набор в московские ремесленные училища уже закончился. Только 30 сентября с помощью дяди, Савелия Ивановича Гагарина, Юрию удалось поступить в Люберецкое ремесленное училище № 10, где он также участвовал в художественной самодеятельности — играл в духовом оркестре на трубе. Одновременно Юрий поступил в вечернюю школу рабочей молодёжи. Во время учёбы, 16 декабря 1949 года, вступил в комсомол. Седьмой класс вечерней школы окончил в мае 1951 года, а в июне окончил с отличием училище по специальности формовщик-литейщик.
В августе 1951 года Гагарин поступил в Саратовский индустриальный техникум на литейное отделение, где помимо учёбы проявил себя как хороший физкультурник и секретарь ДСО «Трудовые резервы». 25 октября 1954 года впервые пришёл в Саратовский аэроклуб ДОСААФ СССР. В 1955 году Юрий Гагарин добился значительных успехов, окончил с отличием учёбу и совершил на спортивном аэродроме Дубки первый самостоятельный полёт на самолёте Як-18. Всего в аэроклубе Юрий Гагарин выполнил 196 полётов и налетал 42 часа 23 мин.

### Карьера в авиации
27 октября 1955 года Гагарин был призван в Советскую армию и направлен в г. Оренбург (в то время — город Чкалов) в 1-е военное авиационное училище лётчиков имени К. Е. Ворошилова. Обучался у известного в то время лётчика-инструктора Я. Ш. Акбулатова. В военном училище Юрия Гагарина назначили помощником командира взвода. Несогласные с высокими требованиями, несколько подчинённых избили Юрия, после чего он около месяца провёл в госпитале. Но, вернувшись в училище, сержант Гагарин не снизил требовательного отношения ни к себе, ни к товарищам.
В учёбе Юрий по всем дисциплинам имел самые высокие баллы. Не удавалось ему освоить только момент посадки — самолёт то и дело клевал носом. Руководство училища приняло решение об отчислении. Но приказ не подписывали, потому что Юрий плакал, говорил, что без неба не может жить. В последний момент начальник училища обратил внимание на маленький рост Гагарина, что влияло на угол обзора и снижало чувство земли. Гагарину подложили на кресло толстую подкладку, после чего он справился с заданием. 25 октября 1957 года Гагарин окончил училище с отличием.
В течение двух лет служил в Луостари (Мурманская область) в 769-м истребительном авиационном полку 122-й истребительной авиационной дивизии ВВС Северного флота, вооружённом самолётами МиГ-15бис. К октябрю 1959 года налетал в общей сложности 265 часов. Имел квалификацию «Военный лётчик 3-го класса». Воинское звание — старший лейтенант.

### В космическом отряде
Решение о наборе в отряд космонавтов и их подготовке к первому полёту на корабле «Восток-1» было принято в Постановлении ЦК КПСС и Совета Министров СССР № 22-10 от 5 января 1959 года и в Постановлении Совета Министров СССР № 569—264 от 22 мая 1959 года.
Отбором и подготовкой будущих космонавтов занимались Военно-воздушные силы СССР. Планировалось отобрать 20 кандидатов.
Кандидатов в космонавты отбирала особая группа специалистов Центрального военного научно-исследовательского авиационного госпиталя. Психологи же обратили внимание на следующие особенности характера Гагарина:

Любит зрелища с активным действием, где превалирует героика, воля к победе, дух соревнования. В спортивных играх занимает место инициатора, вожака, капитана команды. Как правило, здесь играют роль его воля к победе, выносливость, целеустремлённость, ощущение коллектива. Любимое слово — «работать». На собраниях вносит дельные предложения. Постоянно уверен в себе, в своих силах. Тренировки переносит легко, работает результативно. Развит весьма гармонично. Чистосердечен. Чист душой и телом. Вежлив, тактичен, аккуратен до пунктуальности. Интеллектуальное развитие у Юры высокое. Прекрасная память. Выделяется среди товарищей широким объёмом активного внимания, сообразительностью, быстрой реакцией. Усидчив. Не стесняется отстаивать точку зрения, которую считает правильной.
9 декабря 1959 года Гагарин написал рапорт с просьбой зачислить его в группу кандидатов в космонавты. Через неделю Гагарина вызвали в Москву для прохождения всестороннего медицинского обследования в Центральном научно-исследовательском авиационном госпитале. В начале 1960 года последовала ещё одна специальная медкомиссия, которая признала старшего лейтенанта Гагарина годным для космических полётов.
11 января 1960 года приказом Главнокомандующего ВВС К. А. Вершинина была организована специальная войсковая часть (в/ч) № 26266, задачей которой была подготовка космонавтов (в дальнейшем, часть была преобразована в Центр подготовки космонавтов ВВС). Гагарин был зачислен в группу кандидатов в космонавты приказом Главнокомандующего ВВС К. А. Вершинина от 3 марта 1960 года, а 11 марта вместе с семьёй выехал к новому месту военной службы. С 25 марта начались регулярные занятия по программе подготовки космонавтов.

### Выбор космонавта и подготовка
То, что первым космонавтом должен был стать лётчик реактивной истребительной авиации, у Главного конструктора Особого конструкторского бюро № 1 Госкомитета Совета Министров СССР по оборонной технике С. П. Королёва и его сподвижников сомнений не вызывало.
Для работы с космической техникой понадобились особые кандидаты — абсолютно здоровые, профессионально подготовленные, дисциплинированные, соответствующие всем предъявляемым физическим и медицинским требованиям.
Кроме Гагарина, на первый полёт в космос было ещё несколько претендентов; всего их было двадцать человек (Первый отряд космонавтов СССР). Кандидаты набирались среди военных лётчиков-истребителей по решению Королёва, считавшего, что такие лётчики уже имеют опыт перегрузок, стрессовых ситуаций и перепадов давления. Отбор в первый отряд космонавтов проводился на основании медицинских, психологических и ряда прочих параметров: возраст 25—30 лет, рост не более 170 см, вес не более 70—72 кг, способность к высотной и стратосферной адаптации, быстрота реакции, физическая выносливость, психическая уравновешенность. Рост Юрия Гагарина, согласно официальной служебной характеристике составлял 165 см, по другим же данным, включая «ЕКА» — составлял 157 см. Требования к росту и весу возникли из-за соответствующих ограничений на космический корабль «Восток», которые определялись мощностью ракеты-носителя «Восток». Кроме того, при отборе кандидатов учитывались положительная характеристика, членство в партии (Гагарин стал кандидатом в члены КПСС в 1959 году, а вступил в партию в июне 1960 года), политическая активность, социальное происхождение.
Из двадцати претендентов отобрали шестерых, ими стали: Юрий Гагарин, Герман Титов, Григорий Нелюбов, Андриян Николаев, Павел Попович и Валерий Быковский. В период с декабря 1960 года по январь 1961 года шестеро кандидатов в космонавты готовились к первому полёту в космос в городе Жуковском, где удалось создать на первое время самые непритязательные условия для работы. Центр подготовки космонавтов был уже учреждён, но практически ещё не работал, поэтому основные тренировки проходили в одном из филиалов Лётно-исследовательского института (ЛИИ), в лаборатории № 47, где находилась модель космического корабля «Восток-3А». Позже Центр подготовки космонавтов всем наличным составом перебрался на постоянное место базирования — в Звёздный. Неподалёку, около станции Чкаловской, был создан первый жилой фонд — квартиры для размещения семей слушателей-космонавтов и части семей руководящего состава Центра подготовки космонавтов.
Тренировками космонавтов руководил знаменитый лётчик-испытатель Герой Советского Союза Марк Лазаревич Галлай. Когда кто-то из них занимал своё место в «шарике» корабля, Галлай говорил: «Поехали!», — и начиналось воспроизведение штатных и нештатных ситуаций полёта. Команда «Поехали!» звучала на каждой тренировке, к ней привыкли. А Марк Лазаревич рассказывал потом, что команду эту ещё до войны давал на тренировках один из лётчиков-инструкторов ленинградского аэроклуба, где учился летать сам Галлай.
К сдаче выпускных экзаменов 17—18 января 1961 года были допущены все 6 кандидатов в космонавты. Первый экзамен прошёл в филиале ЛИИ. Во время экзамена кандидаты в космонавты поочерёдно влезали в кабину космического корабля «Восток», служившую тренажёром. После экзамена на тренажёре будущий космонавт в течение 40—50 минут докладывал приёмной комиссии о работе на космическом корабле в штатных и нештатных ситуациях, отвечал на вопросы (оценки «отлично» получили Гагарин, Титов, Николаев и Попович, «хорошо» — Нелюбов и Быковский). На следующий день экзамены продолжились на военном аэродроме около посёлка Чкаловский (сейчас это город). Там все показали отличные знания. Рассмотрев личные дела, характеристики и результаты экзаменов, приёмная комиссия записала в акте: «Рекомендуем следующую очерёдность использования космонавтов в полётах: Гагарин, Титов, Нелюбов, Николаев, Быковский, Попович».
25 января приказом Главкома ВВС № 21 все члены группы были первыми зачислены на должности космонавтов.
23 марта 1961 года командиром отряда был назначен Юрий Гагарин.
Королёв очень торопился, так как были данные, что 20 апреля 1961 года своего человека в космос отправят американцы. И поэтому старт планировалось назначить между 11 и 17 апреля 1961 года. Того, кто полетит в космос, определили в последний момент — на заседании Государственной комиссии выбрали Гагарина, его дублёром был назначен Герман Титов.
3 апреля 1961 года состоялось заседание Президиума ЦК КПСС, которое проводил секретарь ЦК КПСС Н. С. Хрущёв. По докладу заместителя Председателя Совета Министров СССР Д. Ф. Устинова Президиум ЦК принял решение о запуске человека в космос.
8 апреля 1961 состоялось закрытое заседание Государственной комиссии по пуску космического корабля «Восток», которую возглавлял Председатель Государственного комитета Совета Министров СССР по оборонной технике К. Н. Руднев. Комиссия утвердила первое в истории задание человеку на космический полёт, подписанное С. П. Королёвым и Н. П. Каманиным:

Выполнить одновитковый полёт вокруг Земли на высоте 180—230 километров, продолжительностью 1 час 30 минут с посадкой в заданном районе. Цель полёта — проверить возможность пребывания человека в космосе на специально оборудованном корабле, проверить оборудование корабля в полёте, проверить связь корабля с Землёй, убедиться в надёжности средств приземления корабля и космонавта.

После открытой части заседания комиссия осталась в узком составе и утвердила предложение Каманина допустить в полёт Юрия Гагарина, а Титова утвердить как запасного космонавта.

### Полёт в космос

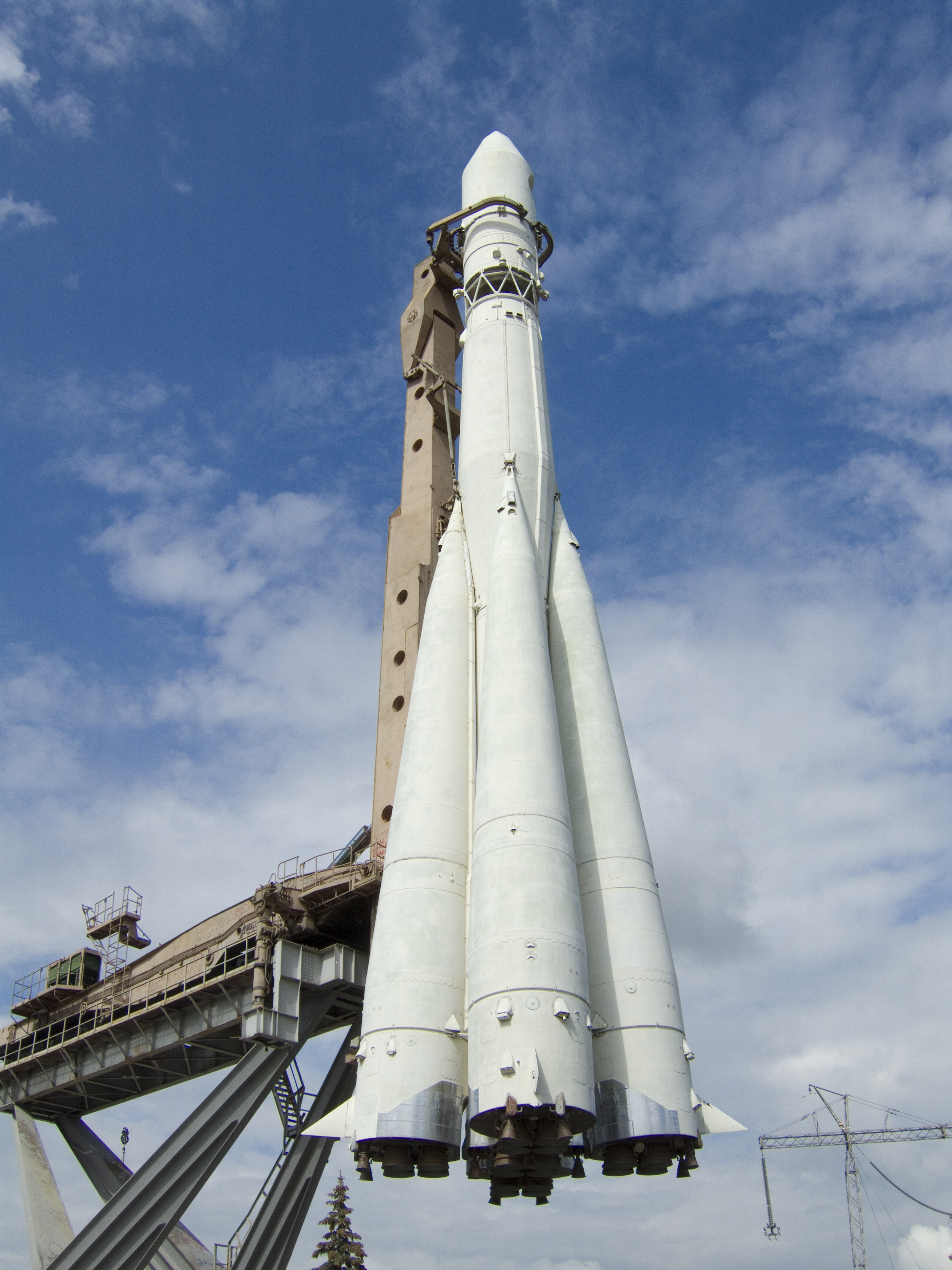
Копия ракеты «Восток», ВДНХ, Москва

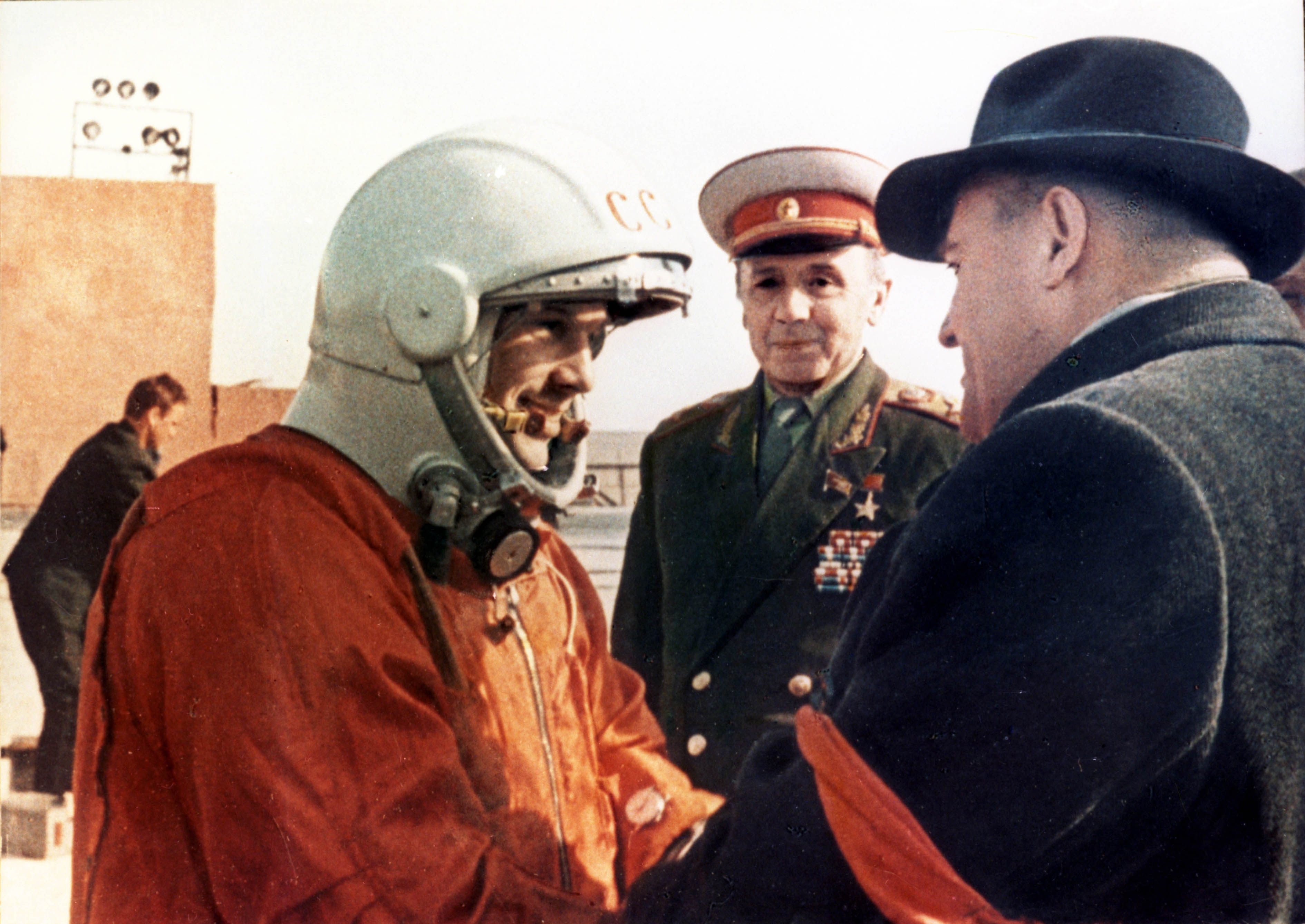
Юрий Алексеевич Гагарин перед полётом (рядом с ним Сергей Павлович Королёв и Кирилл Семёнович Москаленко

Участие СССР в космической гонке привело к тому, что при создании корабля «Восток» выбрали ряд неоптимальных, но простых и быстро осуществимых решений. Создание некоторых компонентов задерживалось, поэтому решили отказаться от систем аварийного спасения на старте и мягкой посадки корабля. Кроме того, из конструкции строящегося корабля «Восток-1» убрали дублирующую тормозную установку. Последнее решение было обосновано тем, что при запуске на низкую 180—200-километровую орбиту корабль в любом случае в течение 10 суток сошёл бы с неё вследствие естественного торможения о верхние слои атмосферы и вернулся бы на Землю. На эти же 10 суток рассчитывались и системы жизнеобеспечения.

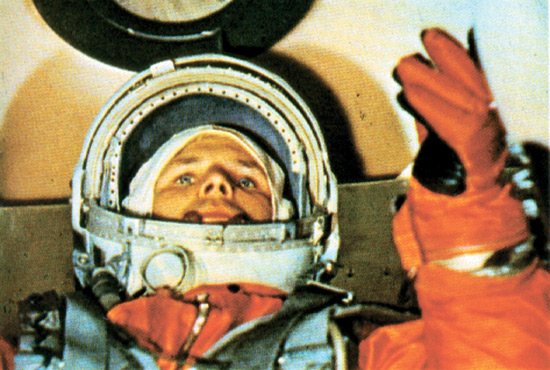
Гагарин перед стартом полёта

Старт корабля «Восток» с пилотом-космонавтом Юрием Алексеевичем Гагариным на борту был произведён 12 апреля 1961 года в 09:07 по московскому времени (06:07 UTC) с космодрома Байконур. Позывной Гагарина во время полёта — «Кедр». Начальником стартовой команды («стреляющим») во время запуска назначили инженера-подполковника ракетных войск (впоследствии генерал-майор) А. С. Кириллова — он отдавал команды по этапам пуска ракеты и контролировал их выполнение, наблюдая ракету в перископ из командного бункера. Его дублёром у второго перископа был Л. А. Воскресенский — заместитель главного конструктора С. П. Королёва по испытаниям.

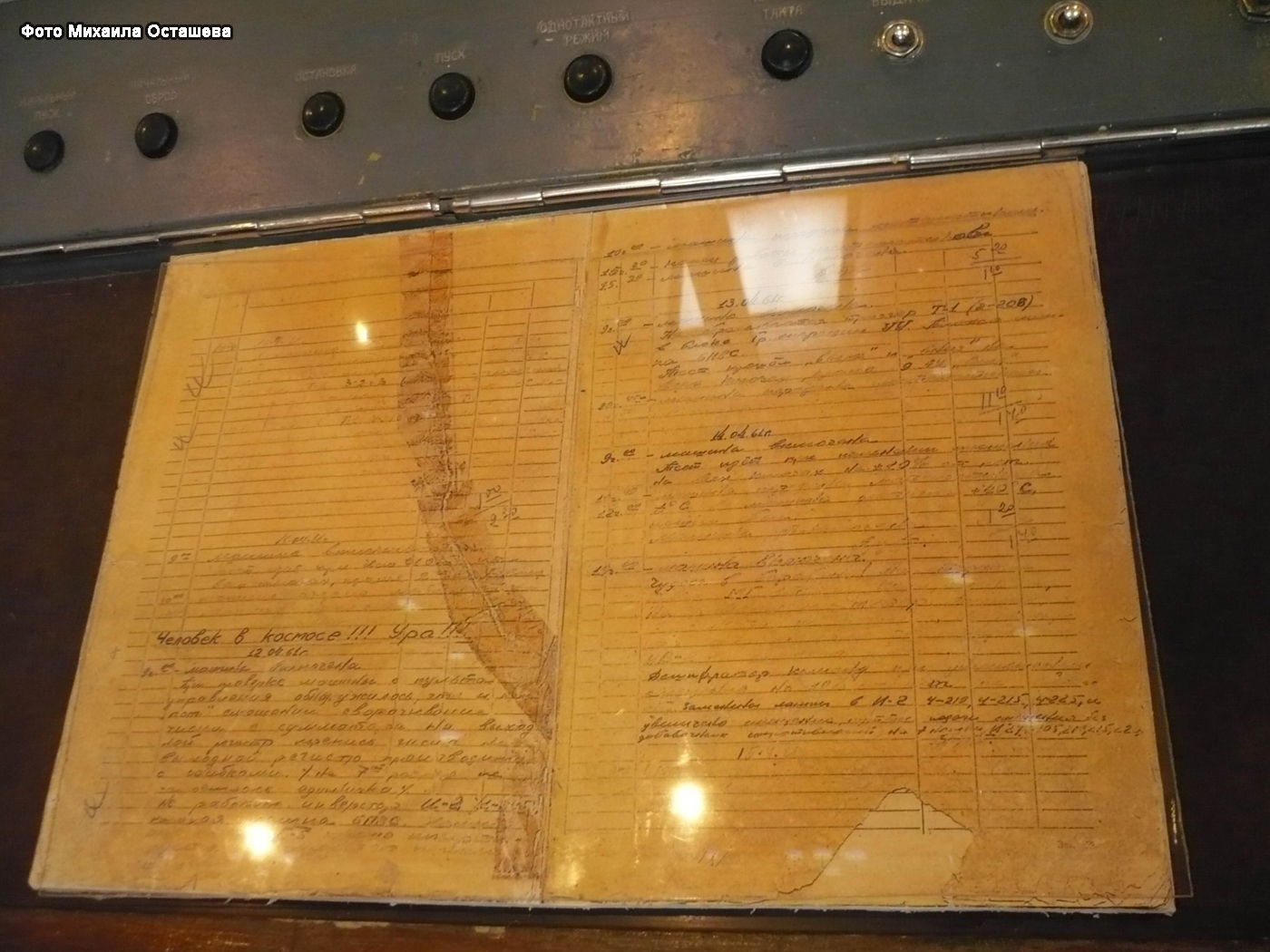
Запись в журнале дежурного по полигону

В самом начале подъёма ракеты Гагарин произнёс фразу, которая на сегодняшний день уже успела стать крылатой: «Поехали!». Во время полёта он произнёс столь же лаконичную фразу «Косберг сработал!» Было это на самом деле или позже стало легендой, во всяком случае в официальную засекреченную стенограмму общения Гагарина с Землёй попало только «Поехали!».
Ракета-носитель «Восток» проработала без замечаний, но на завершающем этапе не сработала система радиоуправления, которая должна была выключить двигатели 3-й ступени. Выключение двигателя произошло только после срабатывания дублирующего механизма (таймера), но корабль уже поднялся на орбиту, высшая точка которой (апогей) оказалась на 100 км выше расчётной: рассекреченные[как?] параметры орбиты были 327×180 км. Сход с такой орбиты с помощью «аэродинамического торможения» мог занять по разным оценкам от 20 до 50 дней.
На орбите Гагарин сообщал о своих ощущениях, состоянии корабля и наблюдениях. Он в иллюминатор наблюдал Землю с её облачностью, горами, лесами, реками, морями, видел небо и Солнце, другие звёзды во время полёта в тени Земли. Ему нравился вид Земли из космоса, так, он, в частности, записал на бортовой магнитофон такие слова:

Наблюдаю облака над Землёй, мелкие кучевые, и тени от них. Красиво, красота!.. Внимание. Вижу горизонт Земли. Очень такой красивый ореол. Сначала радуга от самой поверхности Земли и вниз. Такая радуга переходит. Очень красиво!

Гагарин также провёл простейшие эксперименты: пил, ел, делал записи карандашом. «Положив» карандаш рядом с собой, он случайно обнаружил, что тот моментально начал уплывать. Из этого Гагарин сделал вывод, что карандаши и прочие предметы в космосе лучше привязывать. Все свои ощущения и наблюдения он записывал на бортовой магнитофон. До полёта ещё не было известно, как человеческая психика будет вести себя в космосе, поэтому была предусмотрена специальная защита от того, чтобы первый космонавт в порыве помешательства не попытался бы управлять полётом корабля или испортить аппаратуру. Чтобы включить ручное управление, ему надо было вскрыть запечатанный конверт, внутри которого лежал листок с математической задачей, при решении которой получался код разблокировки панели управления.

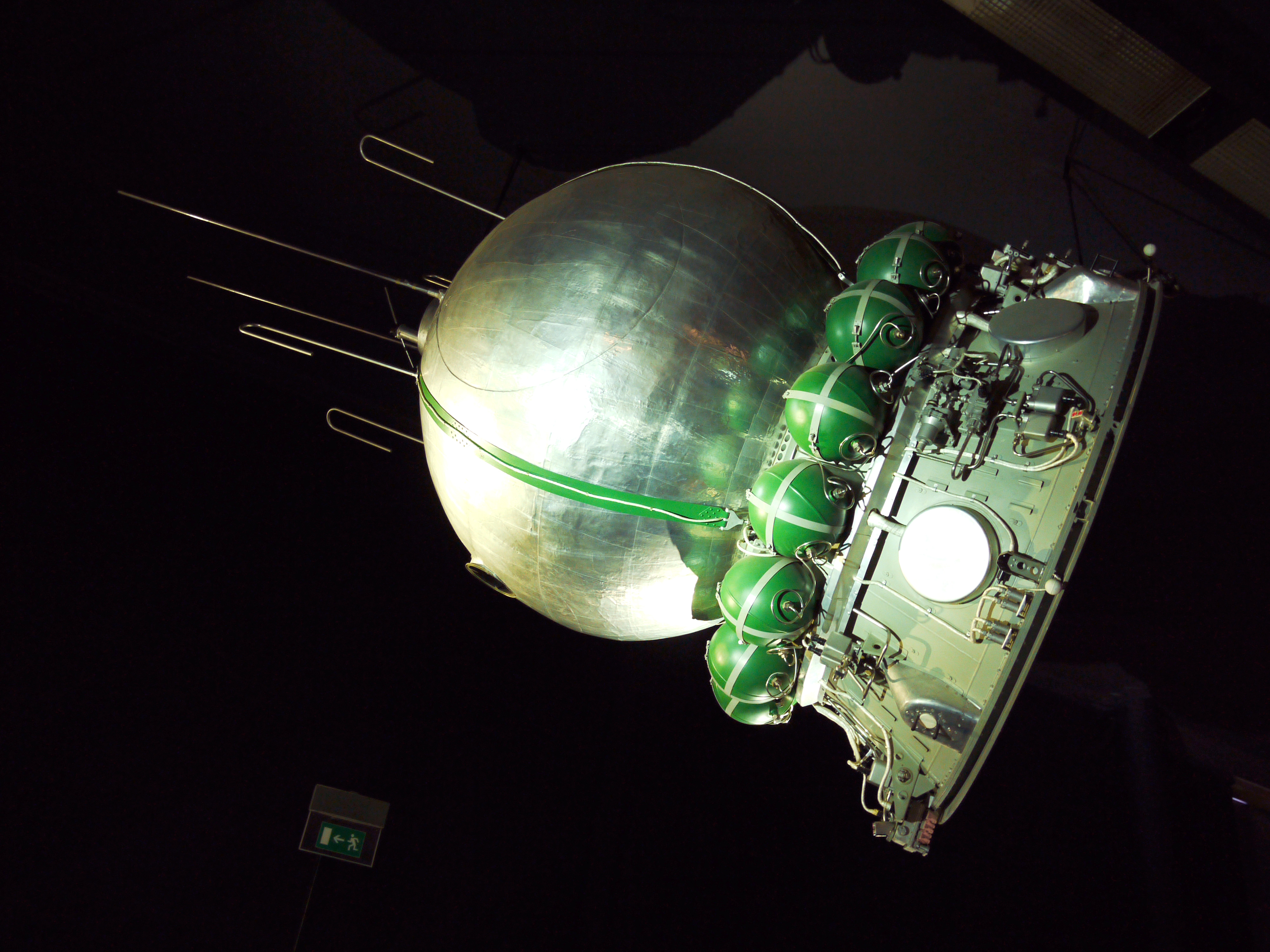
Макет корабля «Восток-1» в парижском Музее авиации и космонавтики

В конце полёта тормозная двигательная установка (ТДУ) конструктора Исаева проработала успешно, но с недобором импульса, так что автоматика выдала запрет на штатное разделение отсеков. В результате в течение 10 минут перед входом в атмосферу корабль беспорядочно кувыркался со скоростью 1 оборот в секунду. Гагарин решил не пугать руководителей полёта (в первую очередь — Королёва) и в условном выражении сообщил о нештатной ситуации на борту корабля. Когда корабль вошёл в более плотные слои атмосферы, соединяющие кабели перегорели, а команда на разделение отсеков поступила уже от термодатчиков, после чего спускаемый аппарат наконец отделился от приборно-двигательного отсека. Спуск происходил по баллистической траектории (как и у остальных пяти космических кораблей серий «Восток» и «Восход»), то есть с 8—10-кратными перегрузками, к которым Гагарин был готов. Сложнее было пережить психологические нагрузки — после входа капсулы в атмосферу загорелась обшивка (температура снаружи при спуске достигает 3—5 тысяч °C), по стёклам иллюминаторов потекли струйки расплавленного металла, а сама кабина начала потрескивать.
На высоте 7 км в соответствии с планом полёта Гагарин катапультировался, после чего капсула и космонавт стали спускаться на парашютах раздельно. После катапультирования и отсоединения воздуховода спускаемого аппарата, в герметичном скафандре Гагарина не сразу открылся клапан, через который должен поступать наружный воздух, так что космонавт некоторое время испытывал серьёзное затруднение с дыханием. Последней проблемой в этом полёте оказалось место посадки — Гагарин мог опуститься в ледяную воду Волги. Космонавту помогла хорошая предполётная подготовка — управляя стропами, он увёл парашют от реки и приземлился в 1,5—2 километрах от берега.
Выполнив один оборот вокруг Земли, в 10:53 на 106-й минуте корабль завершил полёт. Из-за сбоя в системе торможения спускаемый аппарат с Гагариным приземлился не в запланированной области в 110 км от Сталинграда, а в Саратовской области, неподалёку от Энгельса в районе сёл Смеловка и Подгорное. В 10:48 радар близлежащего зенитно-ракетного дивизиона засёк неопознанную цель — это был спускаемый аппарат (зенитчиков за сутки до этого предупредили, чтобы они следили за «контейнерами с неба»). После катапультирования целей на радаре стало две.
В 2011 году рассекретили значительную часть документов, часть из которых была опубликована в двухтомнике «Первый пилотируемый полёт», изданным к юбилею Федеральным Космическим Агентством. В издании содержится множество документов, прошедших цензуру. В частности, опубликован документ о рекорде Гагарина с указанием 108 минут, и стенограммы поздравлений, где тоже указано 108 минут. Но в документе из ОКБ-1 опубликованы настоящие данные: посадка пилота в 10:53 при старте в 9:06:5 (итого 106 минут). Это стало широко известно в кругах специалистов и опубликовано с разбором в журнале «Новости Космонавтики» #6, 2011. В варианте с цензурой Гагарин сел в 10:55, то есть 108 минут, в реальности в 10:53 (42 страница второго тома), то есть 106 минут.
Относительно обстоятельств встречи Гагарина есть разные версии.

12.04.1961 г. в 10 час. 55 мин. 2 км юго-восточнее н. п. Подгорное приземлился лётчик-космонавт майор ГАГАРИН Юрий Алексеевич, совершивший первый космический полёт на космическом корабле «Восток». Первый заметил ефр. Сапельцев В. Г., а прибыл к месту приземления майор Гассиев А. Н., который доставил первого в мире лётчика-космонавта Героя Советского Союза майора ГАГАРИНА ЮРИЯ АЛЕКСЕЕВИЧА в подразделение для встречи с личным составом.
— Выписки из Исторического формуляра в/ч 40218, раздел VII. Лист № 4, параграф 6.
По другим сведениям, первыми людьми, которые встретили космонавта после полёта, оказались жена местного лесника Анна (Анихайят) Тахтарова и её шестилетняя внучка Рита (Румия). Вскоре к месту событий прибыли военные из дивизиона и местные колхозники. Одна группа военных взяла под охрану спускаемый аппарат, а другая повезла Гагарина в расположение части. Оттуда Гагарин по телефону отрапортовал командиру дивизии ПВО: «Прошу передать главкому ВВС: задачу выполнил, приземлился в заданном районе, чувствую себя хорошо, ушибов и поломок нет. Гагарин».
Статистика
| # | Стартовый корабль | Старт, UTC        | Экспедиция | Корабль посадки | Посадка, UTC      | Полёт                    | Выходы в открытый космос | Время в открытом космосе |
| - | ----------------- | ----------------- | ---------- | --------------- | ----------------- | ------------------------ | ------------------------ | ------------------------ |
| 1 | Восток-1          | 12.04.1961, 06:07 | Восток-1   | Восток-1        | 12.04.1961, 07:55 | 00 суток 01 час 48 минут | 0                        | 0                        |

#### Возвращение на Землю
Тем временем с аэродрома Энгельс вылетел вертолёт Ми-4, в задачу экипажа которого входило найти и подобрать Гагарина. Экипаж вертолёта Ми-4 первым обнаружил спускаемый аппарат, но Гагарина рядом не было; ситуацию прояснили местные жители, которые сказали, что Гагарин уехал на грузовике в город Энгельс. Вертолёт взлетел и взял курс на город. С его борта на дороге неподалёку от КПП ракетного дивизиона заметили автомашину, на которой Гагарин после доклада в части направлялся к спускаемому аппарату. Гагарин вышел из машины и махал руками, его подобрали, и вертолёт полетел на аэродром Энгельс, передав радиограмму: «Космонавт взят на борт, следую на аэродром». На месте посадки Гагарину была вручена его первая награда за полёт в космос — медаль «За освоение целинных земель». Впоследствии такая же медаль вручалась на месте посадки и многим другим космонавтам.
| |
| Спускаемый аппарат космического корабля «Восток» в музее РКК «Энергия». Крышка, отделившаяся на высоте 7 километров, падала на Землю отдельно, без парашюта |

На аэродроме в Энгельсе Гагарина уже ждали, у трапа вертолёта было всё руководство базы. Ему вручили поздравительную телеграмму Советского правительства. На автомобиле «Победа» Гагарина повезли на командно-диспетчерский пункт, а затем в штаб базы для связи с Москвой.
К полудню на аэродром Энгельс с Байконура прибыли два самолёта: Ил-18 и Ан-10, на которых прибыли заместитель командующего ВВС генерал-лейтенант Агальцов и группа журналистов. Пока в кабинете генерала И. К. Бровко, в котором был аппарат правительственной связи, обеспечивали связь с руководством страны, Гагарин давал интервью и фотографировался. С появлением связи он лично доложил Хрущёву (Первому секретарю ЦК КПСС) и Брежневу (Председателю Президиума Верховного Совета СССР) о выполнении полёта.
После доклада Гагарин и группа сопровождающих лиц сели в Ил-14, прибывший с куйбышевского аэродрома «Кряж», и полетели в Куйбышев (сейчас Самара). Чтобы избежать шумихи, приняли решение произвести посадку не в аэропорту «Курумоч», а на заводском аэродроме «Безымянка». Но пока глушили двигатели самолёта и монтировали трап, на аэродроме уже собралось много народу (включая рабочих и инженеров расположенного рядом с аэродромом завода «Прогресс», где и была выпущена ракета Р-7, на которой стартовал в космос корабль «Восток» с Гагариным на борту), приехало городское партийное руководство. Когда смонтировали трап, первым вышел из самолёта Гагарин, он поприветствовал собравшихся. Гагарина увезли на обкомовскую дачу на берегу Волги. Там он принял душ и нормально поел. Через три часа после прилёта в Куйбышев Гагарина, туда же прилетели Королёв и ещё несколько человек из Госкомиссии. В 21 час накрыли стол и отпраздновали удачный полёт в космос.

#### Освещение в советских СМИ
Ввиду обеспечения секретности первого полёта человека в космос сам факт запуска Гагарина предварительно не освещался. Широко известные кадры, где можно его узнать, были сняты не в день запуска в космос, а позднее, специально для кинохроники, где Гагарин повторил всё, что делал при реальном запуске.
12 апреля 1961 года диктор Ю. Б. Левитан передал по радио сообщение ТАСС о полёте на космическом корабле «Восток» Юрия Гагарина ː

«12 апреля 1961 года в Советском Союзе выведен на орбиту вокруг Земли первый в мире космический корабль-спутник „Восток“ с человеком на борту. Пилотом-космонавтом космического корабля-спутника „Восток“ является гражданин Союза Советских Социалистических Республик летчик майор Гагарин Юрий Алексеевич».

### После космического полёта

#### Встреча в Москве
Первоначально никто не планировал грандиозной встречи Гагарина в Москве. Всё решил в последний момент Никита Сергеевич Хрущёв. По словам его сына, Сергея Хрущёва:

Он начал с того, что позвонил министру обороны маршалу Малиновскому и сказал: «Он у вас старший лейтенант. Надо его срочно повысить в звании». Малиновский сказал, довольно неохотно, что даст Гагарину звание капитана. На что Никита Сергеевич рассердился: «Какого капитана? Вы ему хоть майора дайте». Малиновский долго не соглашался, но Хрущёв настоял на своём, и в этот же день Гагарин стал майором. 
Потом Хрущёв позвонил в Кремль и потребовал, чтобы Гагарину подготовили достойную встречу.
По другим свидетельствам, очередное звание капитан Гагарин должен был получить в апреле 1961 года, но Д. Ф. Устинов предложил произвести его сразу в майоры. Приказ о присвоении этого внеочередного звания был подготовлен до старта, но Юрий Гагарин узнал о своём звании майора только после посадки. Во всех сообщениях ТАСС 12 апреля уже говорилось о «майоре Юрии Гагарине».
14 апреля за Гагариным прилетел Ил-18, а на подлёте к Москве к самолёту присоединился почётный авиационный эскорт, состоящий из семи истребителей МиГ-17. Самолёты с эскортом торжественным строем прошли над центром Москвы, над Красной площадью, затем произвели посадку в аэропорту Внуково, там Гагарина ожидал грандиозный приём: ликующие люди, журналисты и операторы, руководство страны. Самолёт подрулил к центральному зданию аэропорта, спустили трап, и первым по нему сошёл Гагарин. От самолёта до правительственных трибун была протянута ярко-красная ковровая дорожка, по ней и пошёл Юрий Гагарин. По пути у него развязался шнурок на ботинке (по другой версии — расстегнулась подтяжка для носков), но он не остановился и дошёл до правительственных трибун, рискуя споткнуться и упасть, под звуки оркестра, исполняющего советский авиамарш «Мы рождены, чтоб сказку сделать былью». Подойдя к трибуне, Юрий Гагарин отрапортовал Никите Хрущёву:

Товарищ Первый секретарь Центрального Комитета Коммунистической партии Советского Союза, Председатель Совета Министров СССР! Рад доложить вам, что задание Центрального Комитета Коммунистической партии и Советского правительства выполнено…

Дальше была поездка в открытом «ЗИЛ-111В», Гагарин стоя приветствовал встречающих. Кругом слышались поздравления, многие махали плакатами. Один человек прорвался через оцепление и вручил Гагарину букет. На Красной площади прошёл митинг, на котором Никита Хрущёв объявил о присвоении Гагарину званий Герой Советского Союза и «Лётчик-космонавт СССР».
Митинг перерос в стихийную 3-часовую демонстрацию, которую Юрий Гагарин и руководители советского государства приветствовали с трибуны мавзолея Ленина. После окончания демонстрации Никита Хрущёв проводил Гагарина внутрь мавзолея, к саркофагу. Торжества продолжились на приёме в Кремле, на котором присутствовали многие конструкторы, имена которых тогда ещё официально не назывались. Леонид Брежнев вручил Гагарину «Золотую Звезду» Героя Советского Союза и орден Ленина. Многих новорождённых мальчиков родители называли в тот день в честь Гагарина — Юрием.
На следующий день состоялась пресс-конференция, на которой Гагарину и конструкторам задавали вопросы зарубежные журналисты. Конференция началась с вопроса Гагарину о том, не является ли он родственником потомков рода князей Гагариных, ныне живущих в США. На это Гагарин ответил: «Среди своих родственников никаких князей и людей знатного рода не знаю и никогда о них не слышал».

#### Зарубежные визиты

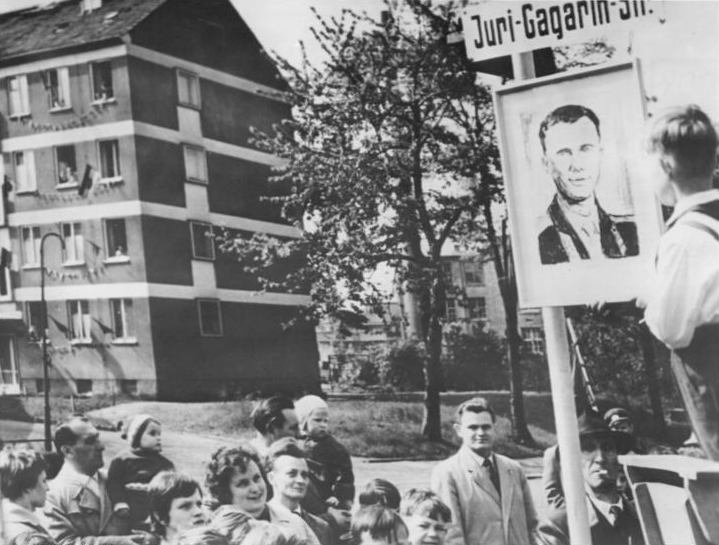
Жители Карл-Маркс-Штадта на улице, названной именем Юрия Гагарина, 6 мая 1961 года

Почти через месяц после полёта Юрия Гагарина отправили в первую зарубежную поездку с «Миссией мира». Первый космонавт посетил Чехословакию, Финляндию, Англию, Болгарию и Египет.
Первой зарубежной поездкой для Юрия Гагарина стала поездка в Чехословакию. Он летел на обычном рейсовом Ту-104 в Прагу. Пассажиры рейса узнали Гагарина и кинулись к нему за автографами. А командир экипажа П. М. Михайлов пригласил его в кабину и дал ему в руки штурвал. В Чехословакии Гагарин посетил литейный завод и получил от местных рабочих сувенир — статуэтку литейщика. Правительство Чехословакии удостоило Гагарина звания «Героя Социалистического Труда ЧССР».

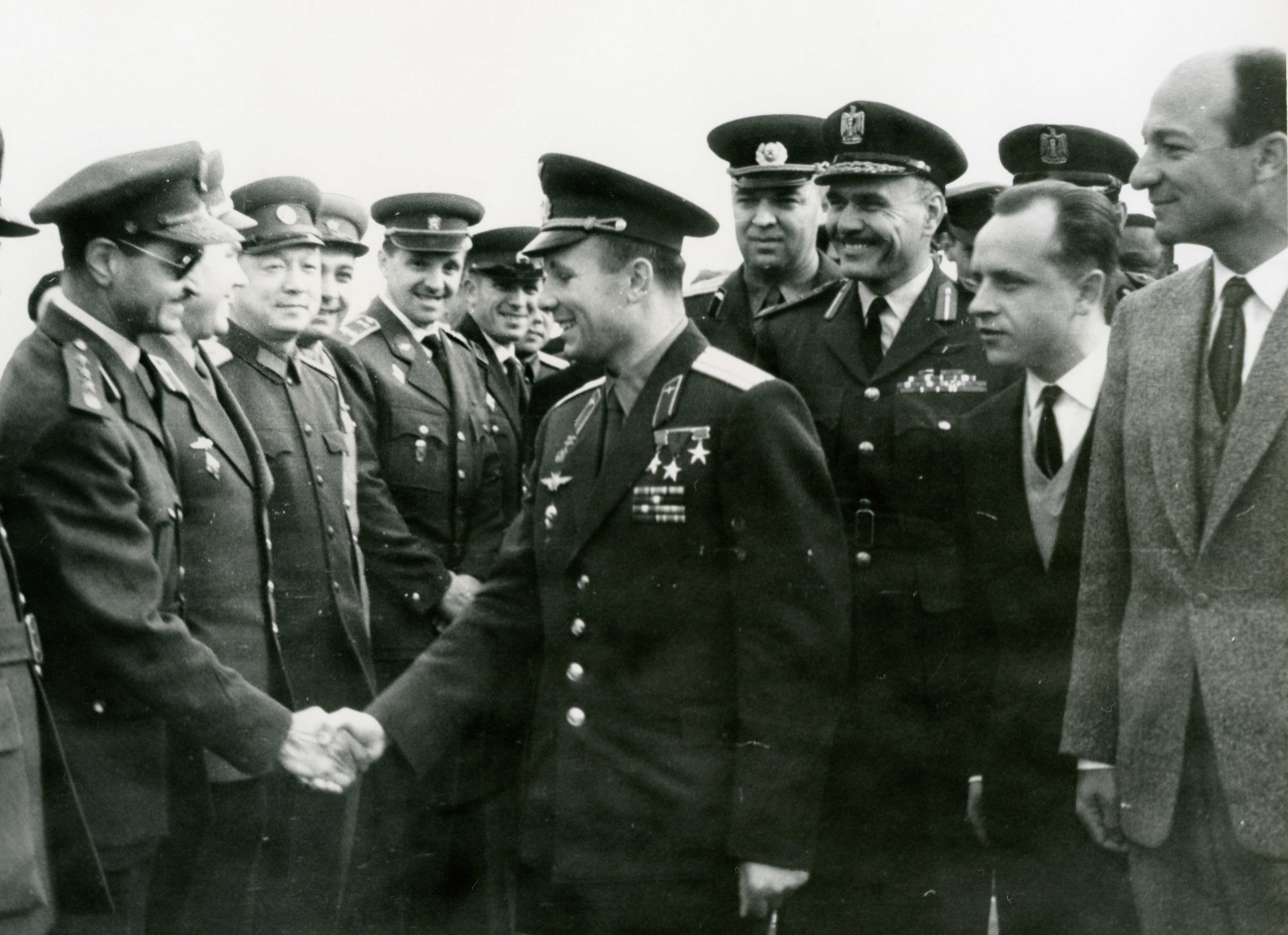
Юрий Гагарин во время визита в Египет, 5 февраля 1962 года

Далее путь Гагарина лежал в Болгарию. При подлёте к Софии болгарские лётчики встретили его почётным эскортом истребителей. Гагарин побывал в нескольких городах Болгарии, в Пловдиве и Софии его избрали Почётным гражданином города; побывал у памятника Алёше.
В Финляндии Гагарин побывал дважды — в 1961 и 1962 годах.
В июле 1961 года Гагарин прибыл в Англию по приглашению профсоюза литейщиков Англии. В Англии на машину «Rolls-Royce Silver Cloud-II» установили специальный номер YG 1 (Юрий Гагарин 1). Сначала он посетил Манчестер и находящуюся в нём штаб-квартиру старейшего профсоюза литейщиков Великобритании. Там Гагарину вручили диплом Почётного литейщика Англии. За время этого визита Юрий Гагарин получил золотую медаль от Фонда развития космоса (первый экземпляр) и встретился с руководством страны: с премьер-министром Гарольдом Макмилланом и с королевой Елизаветой II. Королева вопреки этикету сфотографировалась с космонавтом на память, мотивировав это тем, что он не обычный, земной человек, а небесный и потому нарушения этикета нет.
За 1961 год Гагарин посетил Чехословакию, Болгарию, Финляндию, Великобританию, Польшу (21—22 июля), Кубу, Бразилию с остановкой на острове Кюрасао, Канаду с остановкой в Исландии, Венгрию, Индию, Цейлон (ныне Шри-Ланка), Афганистан.
В январе — феврале 1962 года Гагарин посетил Объединённую Арабскую Республику (Египет) по приглашению вице-президента и главнокомандующего вооружёнными силами страны, маршала Абдель Хаким Амера. Гагарин пробыл в Египте 7 дней. Президент страны Гамаль Абдель Насер наградил Юрия Гагарина высшим орденом республики — «Ожерельем Нила».
В сентябре 1963 года Гагарин посетил Париж, где принял участие в XIV Международном конгрессе астронавтики. В октябре 1963 года вместе с В.Терешковой посетил штаб-квартиру ООН в Нью-Йорке.
Всего Юрий Гагарин в рамках зарубежных визитов посетил около 30 стран.

### Дальнейшая жизнь и карьера

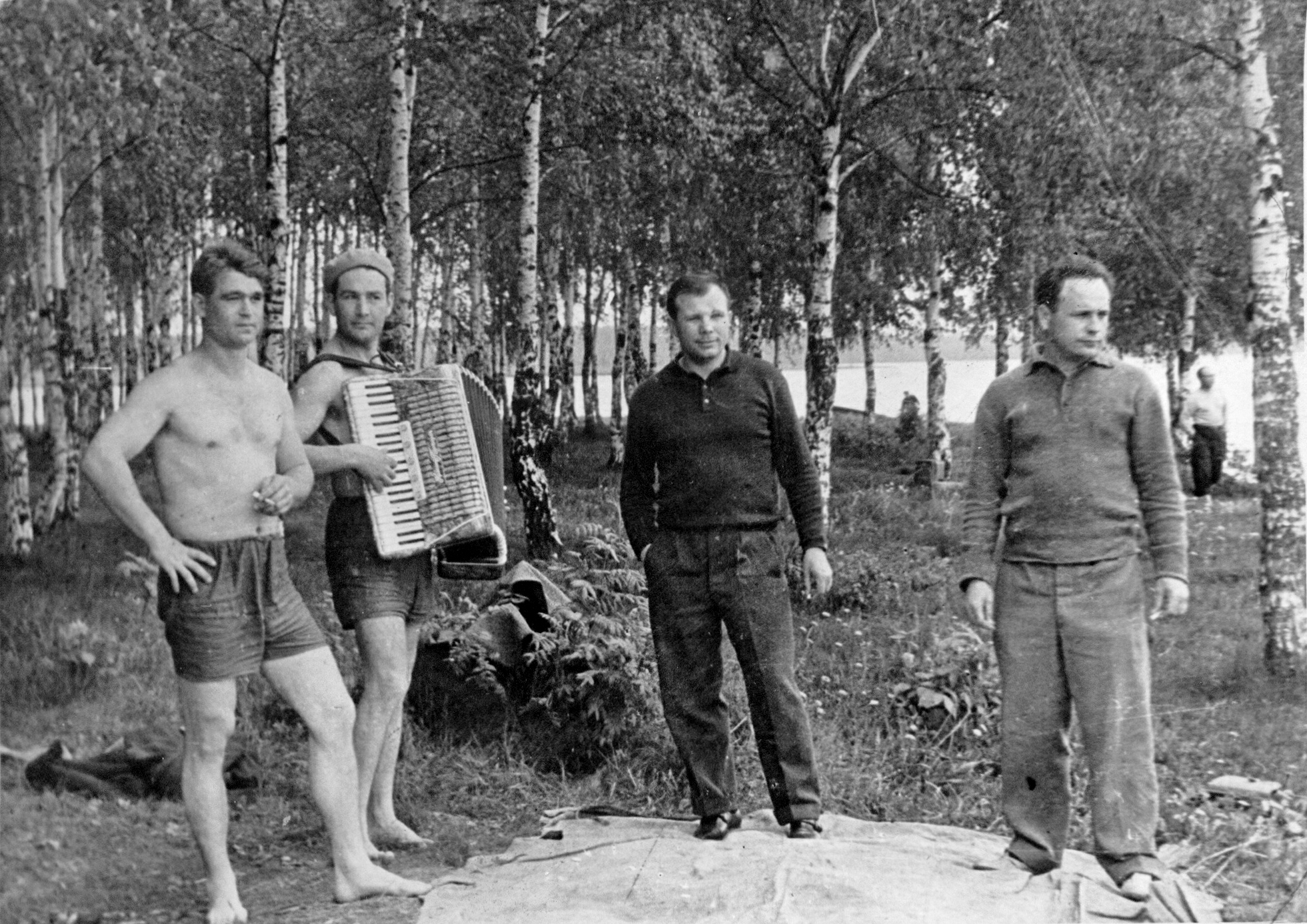
Космонавты: Юрий Гагарин (третий слева на фотографии), Виктор Горбатко на пикнике в Долгопрудном с друзьями, 19 августа 1963 года

3 сентября 1961 года Юрий Гагарин поступил в Военно-воздушную инженерную академию им. Жуковского.
В течение трёх лет встречи и поездки отнимали у Юрия большую часть его личного времени. По свидетельству Н. П. Каманина, дополнительную нагрузку создавало то, что такие встречи часто сопровождались застольем. В результате Гагарин набрал лишние 8—9 килограммов веса, перестал систематически заниматься спортом. Вновь начавшаяся подготовка к космическому полёту, полёты на самолётах и необходимый режим смогли остановить этот процесс.
В 1964 году Гагарин стал заместителем начальника Центра подготовки космонавтов и был назначен командиром отряда советских космонавтов.

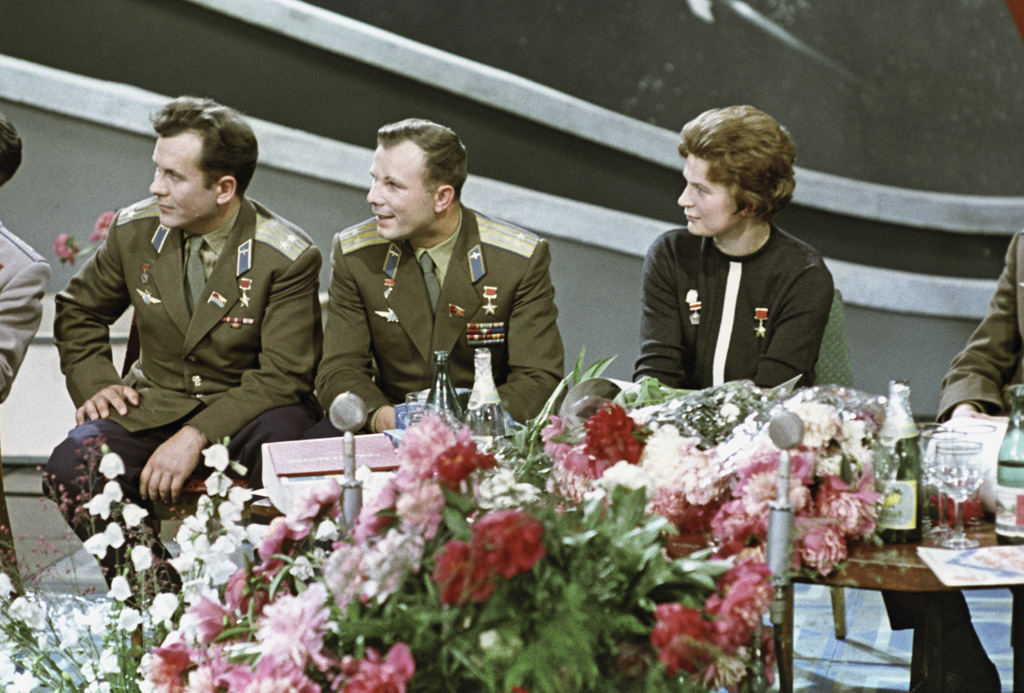
Советские космонавты слева направо: Павел Попович, Юрий Гагарин, Валентина Терешкова в студии телевидения, Москва 1 января 1964 года

Гагарин учился в Военно-воздушной инженерной академии имени Н. Е. Жуковского и поэтому некоторое время не имел лётной практики, также сказывалась и общественно-политическая деятельность. Гагарин исполнял обязанности депутата Верховного Совета СССР 6-го (избран в Совет Союза в 1962 году по Сычёвскому округу) и 7-го (в 1966 году в Совете национальностей) созывов, являлся членом ЦК ВЛКСМ (избирался на XXIV и XXV съездах ВЛКСМ) и руководил внештатным отделом космонавтики газеты «Красная Звезда» (с 1964 года). Кроме того, историческое значение полёта в космос сделало его узнаваемой персоной и за рубежом. Гагарин являлся президентом Общества советско-кубинской дружбы, почётным членом Общества «Финляндия — СССР» и посещал многие страны мира с миссией мира и дружбы.
В 1966 году Гагарина избрали Почётным членом Международной академии астронавтики, в июне того же года Гагарин уже приступил к тренировкам по программе «Союз». Он был назначен дублёром Комарова, который совершил первый полёт на новом корабле. Полёт из-за неисправности солнечной батареи был прерван досрочно, а закончился гибелью космонавта из-за неполадок парашютной системы. Весьма вероятно, что если бы был жив Королёв, Гагарин был бы основным пилотом «Союза-1», поскольку Королёв обещал ему полёт на корабле нового типа.
Первый после перерыва самостоятельный вылет на МиГ-17 Гагарин совершил в начале декабря 1967 года. Приземлился со второго захода из-за неверного расчёта на посадку, характерного для лётчиков низкого роста, имевших перерыв в полётах. Это стало поводом для опасений властей потерять популярного героя в случае аварии.
Юрий Гагарин приложил немало усилий для осуществления лунных космических полётов и сам до своей гибели состоял членом экипажа одного из готовящихся лунных кораблей. Гагарин не имел права самостоятельно летать на истребителе, хотя и был заместителем начальника ЦПК по лётной подготовке, а поэтому добился направления на восстановление квалификации как лётчик-истребитель.
Несмотря на занятость, Гагарин находил время и для хобби, которыми были катание на водных лыжах и коллекционирование кактусов.
В 1964 году, во многом по инициативе Ю. А. Гагарина, была создана Федерация воднолыжного спорта СССР, а в 1965 году проведён первый чемпионат СССР по водным лыжам.
17 февраля 1968 года под руководством С. М. Белоцерковского защитил в Военно-воздушной инженерной академии им. Жуковского дипломный проект по методологии использования и дозвуковой аэродинамике разрабатываемого группой слушателей-космонавтов одноместного воздушно-космического летательного аппарата. Государственная экзаменационная комиссия присвоила полковнику Юрию Гагарину квалификацию «лётчик-инженер-космонавт» и рекомендовала его в адъюнктуру академии.

### Гибель

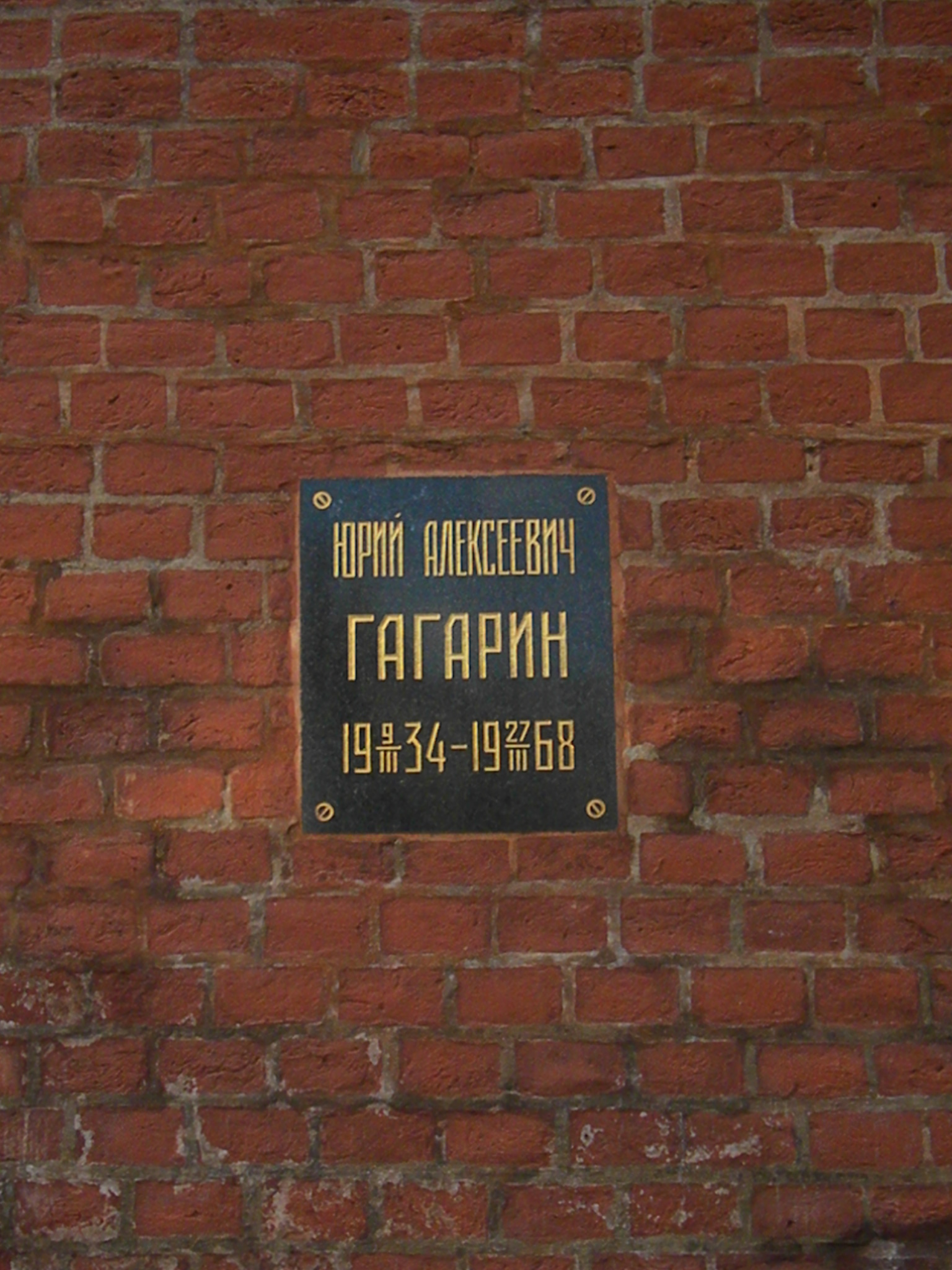
Надгробная плита в Кремлёвской стене

27 марта 1968 года Гагарин погиб в авиационной катастрофе, выполняя тренировочный полёт на самолёте МиГ-15УТИ под руководством опытного инструктора В. С. Серёгина, вблизи деревни Новосёлово Киржачского района Владимирской области. Тела Гагарина и Серёгина были кремированы. Прощание с Гагариным и Серёгиным состоялось 30 марта 1968 года, в Центральном Доме Советской Армии были установлены урны с их прахом, на Красной площади состоялся траурный митинг, в стране была объявлена минута молчания, урны с прахом Гагарина и Серёгина были захоронены у Кремлёвской стены с воинскими почестями.
Для расследования причин катастрофы была создана Государственная комиссия. Отчёт составил 29 томов и был засекречен; его детали до последнего времени были известны только из статей и интервью отдельных её членов. Суть выводов комиссии была такой: экипаж из-за изменившейся в полёте воздушной обстановки совершил резкий манёвр и вышел из облачного слоя, пикируя практически вертикально. Несмотря на попытки лётчиков вывести машину в горизонтальный полёт, самолёт столкнулся с землёй, и экипаж погиб. В ходе расследования отказов или неисправностей техники обнаружено не было. Химический анализ останков и крови лётчиков посторонних веществ не выявил.
К 50-летнему юбилею полёта Гагарина в космос были рассекречены выводы госкомиссии о возможных причинах его гибели. Наиболее вероятной причиной падения самолёта, согласно данным Архива Президента РФ, был назван резкий манёвр уклонения от шара-зонда или, что менее вероятно, для предотвращения входа в верхний край облачности. В условиях усложнённой метеорологической обстановки это привело к попаданию самолёта в закритический режим полёта и сваливанию.
Исследования группы специалистов под руководством С. М. Белоцерковского показали, что наиболее вероятной причиной резкого манёвра стало сближение и резкое уклонение от другого самолёта, с возможным попаданием в его вихревой след. Вследствие этого МиГ-15УТИ Гагарина и Серёгина попал в плоский штопор. Находясь в облачном слое, лётчики не могли видеть высоты полёта. Руководствуясь неточными метеорологическими данными и показаниями приборов, лётчики предполагали, что успеют вывести самолёт из падения, но запас высоты оказался недостаточен. После выхода из облачного слоя катапультироваться было уже поздно.
В 2013 году Алексей Леонов сообщил, что в результате рассекречивания документов следственной комиссии данная версия полностью подтвердилась: в зоне тренировочных полётов космонавтов несанкционированно оказался самолёт Су-15, который на форсаже ушёл на свой эшелон. Пройдя в облаках на расстоянии 10—15 метров от самолёта Гагарина и Серёгина, истребитель, шедший на скорости сверхзвука, возмущённым потоком вогнал их самолёт в спираль, выйти из которой лётчики не успели. Вместе с тем, документального подтверждения версия А. А. Леонова не имеет и доказательно оспаривается членом комиссии по расследованию А. Д. Мироновым.
В марте 2023 года Госархив впервые опубликовал сделанные 28 марта 1968 года фотографии с места гибели космонавта, на которых запечатлены обломки фюзеляжа самолёта МиГ-15УТИ.

## Почётные звания и награды

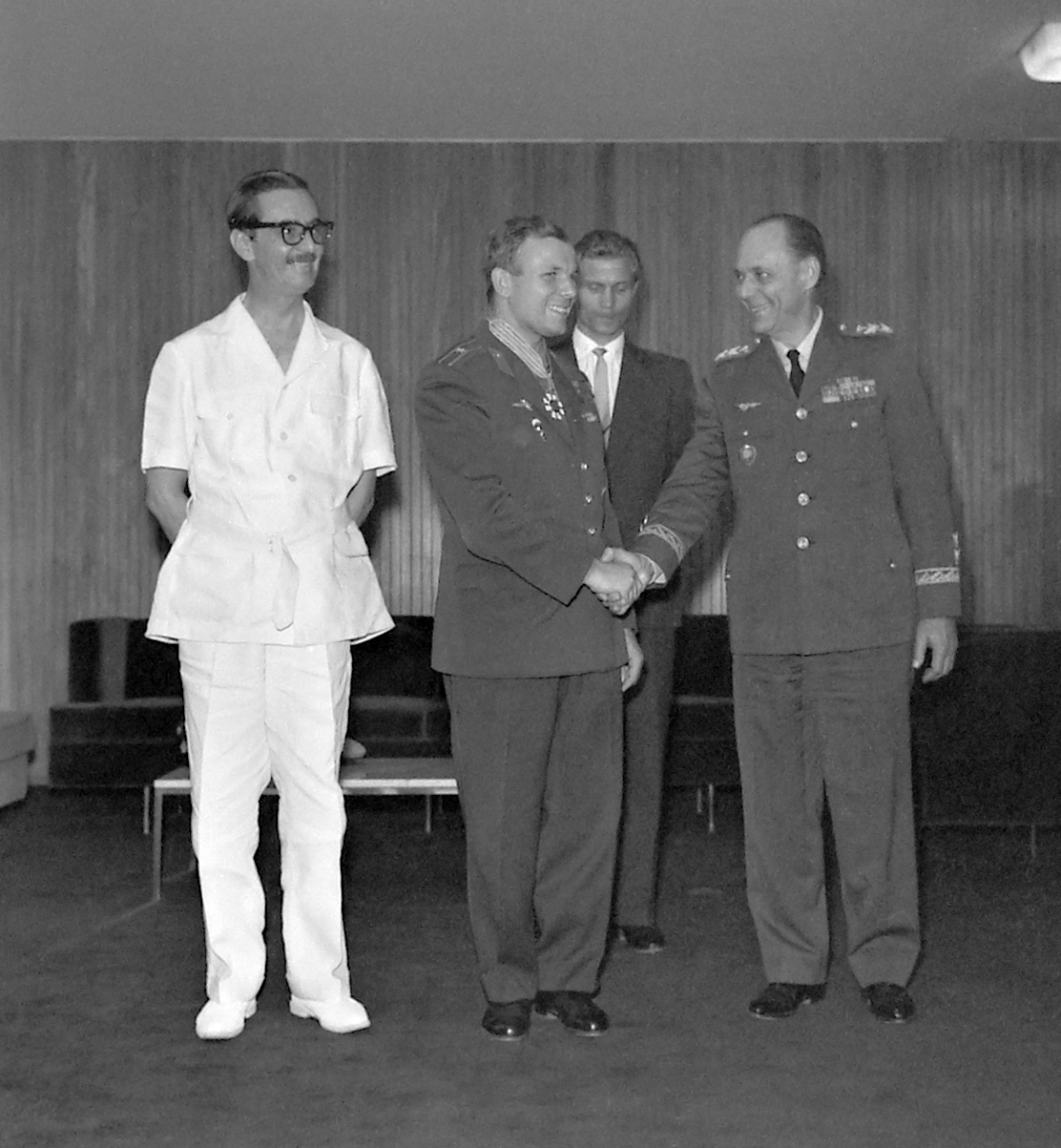
Президент Бразилии Жаниу Куадруш вручает Ю. А. Гагарину бразильский орден (1961)

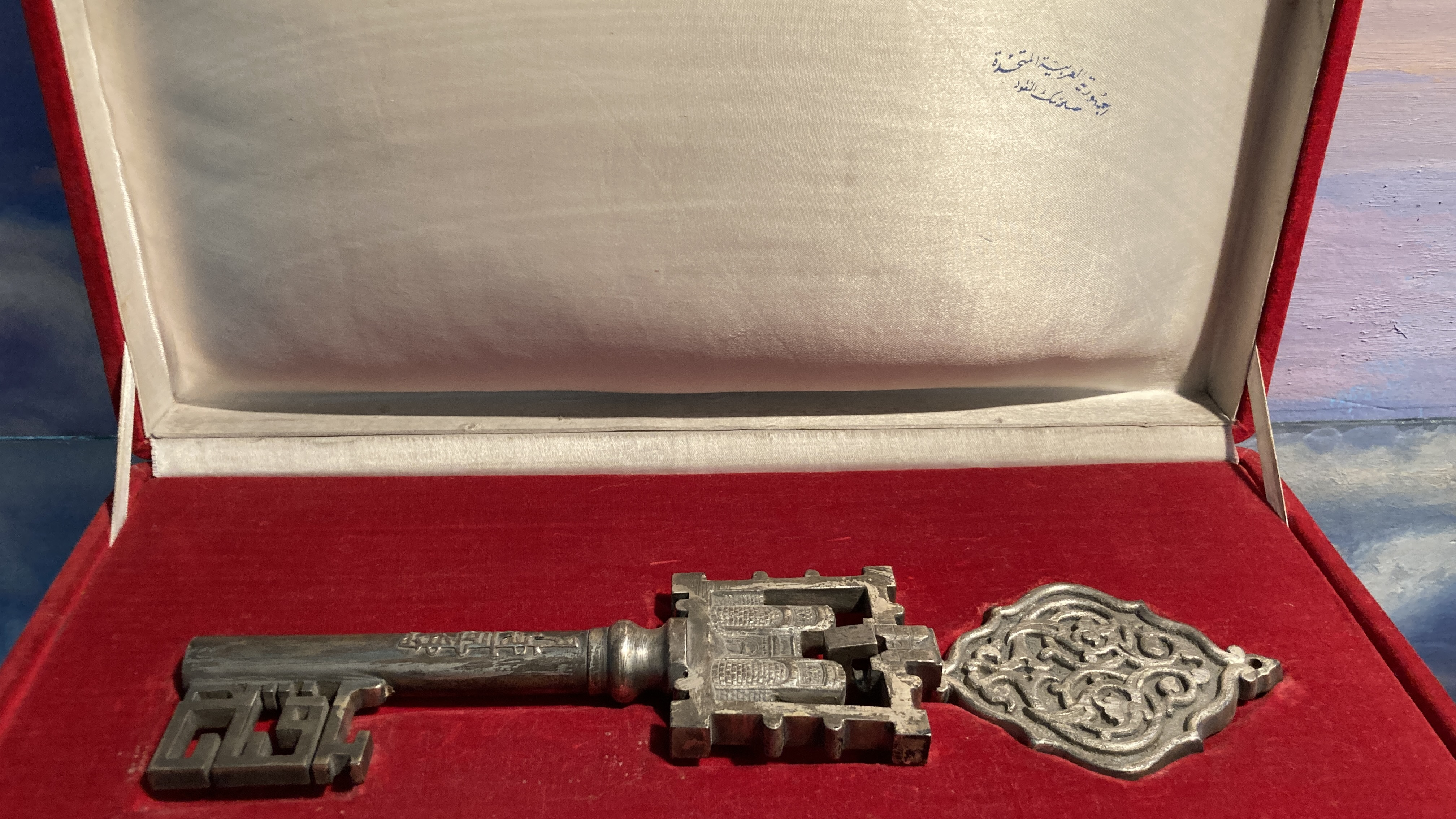
Ключ от ворот крепости, изготовленный монетным двором ОАР

В качестве премиальных первый космонавт получил от Правительства СССР:
- 15 000 рублей,
- автомобиль «Волга» (номер 78-78 МОД),
- четырёхкомнатную квартиру по месту службы с меблировкой,
- множество подарков[95][96].

### Звания
- Герой Советского Союза (14 апреля 1961, медаль «Золотая Звезда» № 11175)
- Лётчик-космонавт СССР (27 июня 1961)
- Герой Социалистического Труда ЧССР (29 апреля 1961)
- Герой Социалистического Труда (НРБ) (24 мая 1961)
- Герой Труда (СРВ) (28 апреля 1962)

Советское правительство также повысило Ю. А. Гагарина в звании от старшего лейтенанта сразу до майора (стартовал в космос в звании старшего лейтенанта).
Звание «подполковник» Юрию Гагарину присвоено 12 июня 1962 г., а звание «полковник» — 6 ноября 1963 г.
- Президент Общества советско-кубинской дружбы
- Почётный член Общества «Финляндия — Советский Союз»
 и других[каких?].

С 1966 года Юрий Гагарин являлся почётным членом Международной академии астронавтики.
- Заслуженный мастер спорта СССР (1961, звание присвоено за совершение космического полёта и установление первых мировых рекордов в космическом пространстве[22][комм. 4])
- Военный лётчик 1-го класса (1961, квалификация присвоена за космический полёт)[22]

### Ордена
Источник.
- Орден Ленина (СССР, 14 апреля 1961)
- Орден «Георгий Димитров» (Болгария, 24 мая 1961)
- Орден Звезды Индонезии II класса (Индонезия, 10 июня 1961)
- Орден «Крест Грюнвальда» I степени (Польша, 20 июня 1961)
- Первый кавалер ордена «Плайя-Хирон» (Куба, 18 июля 1961)
- Орден «За заслуги в воздухоплавании» (Бразилия, 2 августа 1961)
- Орден Знамени ВНР I степени с бриллиантами (Венгрия, 21 августа 1961)
- «Ожерелье Нила» (Египет, 31 января 1962)
- Большая лента ордена Звезды Африки (Либерия, 6 февраля 1962)
- Карла Маркса (ГДР, 22 октября 1963)

### Медали и дипломы
Источник.
- Медаль «40 лет Вооружённых Сил СССР» (СССР, 1958)
- Медаль «За освоение целинных земель» (СССР, 12 апреля 1961)
- Медаль «Золотая Звезда» (СССР, 14 апреля 1961)
- Золотая медаль Британского общества межпланетных сообщений, 1961
- Золотая медаль правительства Австрии, 1962
- Юбилейная медаль «Двадцать лет Победы в Великой Отечественной войне 1941—1945 гг.» (СССР, 9 мая 1965)
- Медаль «За безупречную службу» III степени (СССР, март 1966)
- Медаль «50 лет Вооружённых Сил СССР» (СССР, январь 1968)
- Золотая медаль имени Константина Циолковского «3а выдающиеся работы в области межпланетных сообщений» (АН СССР)
- Медаль де Лаво (ФАИ)
- Золотая медаль и почётный диплом «Человек в космосе» Итальянской ассоциации космонавтики
- Золотая медаль «За выдающееся отличие» и почётный диплом Королевского аэроклуба Швеции
- Золотая авиационная медаль ФАИ
- Медаль Колумба (Италия)
- Золотая медаль города Сен-Дени (Франция)
- Золотая медаль Премии «За храбрость» Фонда Маццотти (Италия), 2007
- Почётный знак ВЛКСМ

и другие.

### Почётное гражданство
Юрий Гагарин был избран почётным гражданином городов:
- СССР — Байконур, Калуга, Новозыбков, Клинцы, Новочеркасск, Люберцы, Сумгаит (современный Азербайджан), Смоленск, Винница, Севастополь, Саратов, Комсомольск-на-Амуре, Тюмень, Гагарин[98].
- Россия — Оренбург, Щёлково[99]
- Болгария — София, Перник, Пловдив
- Греция — Афины
- Кипр — Фамагуста, Лимасол
- Франция — Сен-Дени
- Чехословакия — Тренчьянске Теплице

Ему также были вручены золотые ключи от ворот городов Каир и Александрия (Египет). Ключ от ворот Каира был вручён в 1962 году губернатором города Салахом Дессуки.

## Воинские звания
- Сержант (22.02.1956).
- Лейтенант (5.11.1957).
- Старший лейтенант (6.11.1959).
- Майор (12.04.1961, минуя воинское звание капитана).
- Подполковник (12.06.1962).
- Полковник (6.11.1963).

## Семья

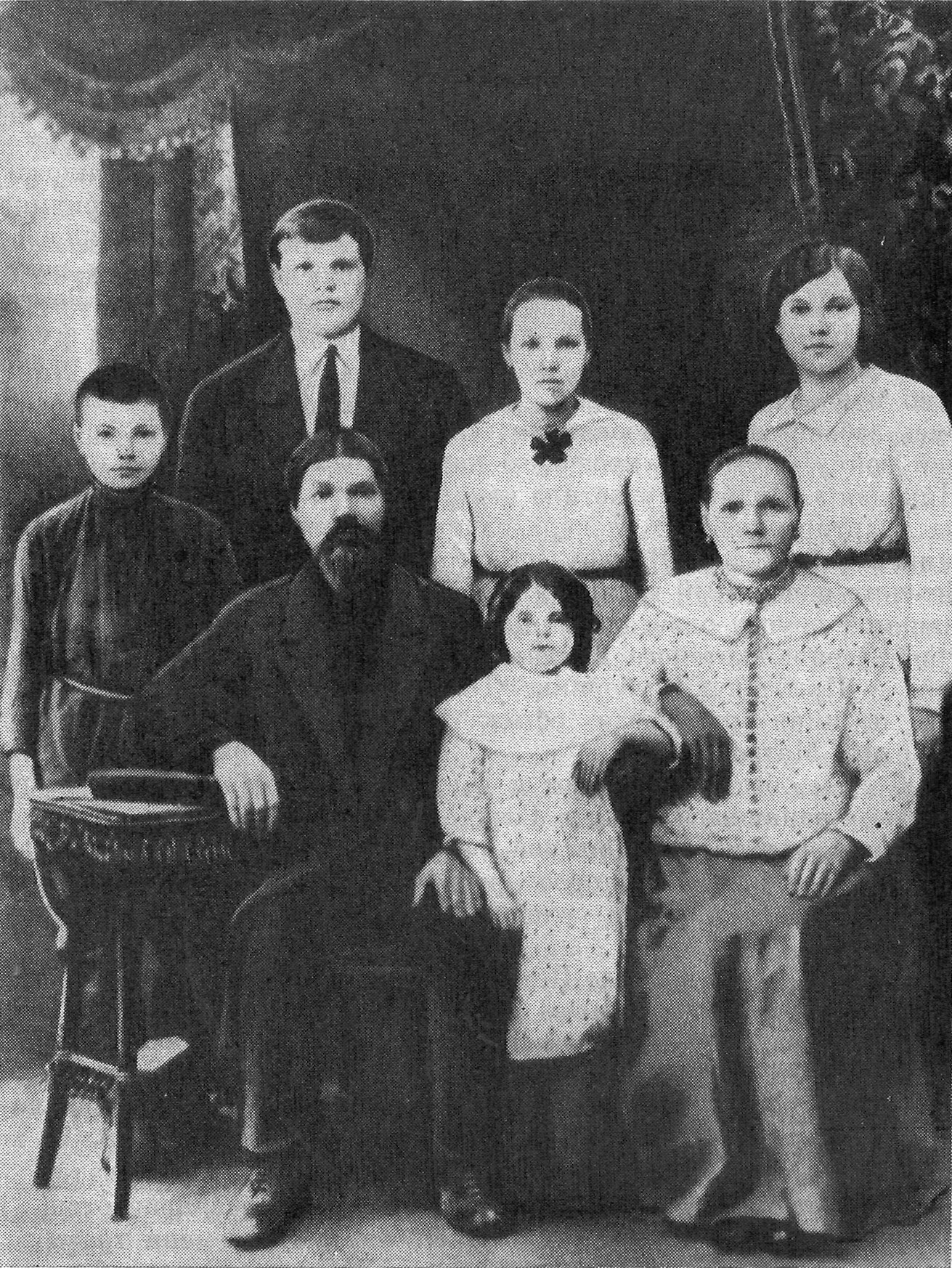
Путиловский рабочий Тимофей Матвеевич Матвеев со своей женой Анной Егоровной и детьми. Во втором ряду (слева направо): Николай, Сергей, Анна (будущая мать Гагарина, стоит с тёмным цветком), Мария; в первом ряду — Ольга

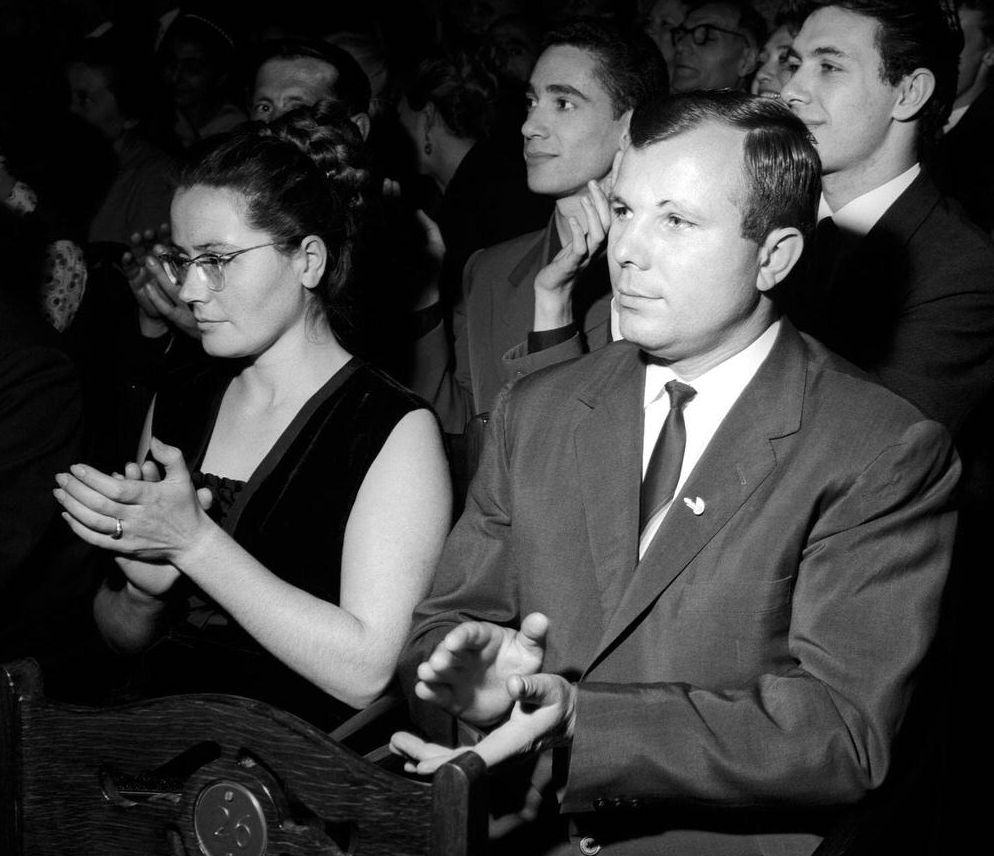
Юрий Гагарин с женой Валентиной аплодируют труппе театра «Ла Скала», представившей «Турандот» в московском Большом театре в 1964 году

- Дед (по отцу) — Иван Фёдорович Гагарин (1858—1914), крестьянин, плотник, столяр.
- Дед (по матери) — Тимофей Матвеевич Матвеев (1871—1918), рабочий Путиловского завода, революционер. Во время первой мировой войны стал инвалидом.
- Бабушка (по матери) — Анна Егоровна Матвеева (1875—1922), прачка, зарабатывала стиркой белья. Умерла от сыпного тифа.
- Бабушка (по отцу) — Анастасия Степановна Гагарина (1864—1928).
- Отец — Алексей Иванович Гагарин (1902—1973), работал пастухом, плотником, был участником и инвалидом Великой Отечественной войны; работал комендантом школы ФЗУ, столяром на заводе «Динамик». Похоронен на главной аллее Предтеченского кладбища города Гагарин.
- Мать — Анна Тимофеевна Матвеева (1903—1984), работала в поле и теплице, а затем дояркой и заведующей свинофермой. Похоронена на главной аллее Предтеченского кладбища города Гагарин.
- Сестра — Зоя Алексеевна Гагарина (в замужестве Бруевич, 1927—2004), работала медсестрой в Гжатской больнице[23]. Похоронена на главной аллее Предтеченского кладбища города Гагарин. Её дочь, Тамара Дмитриевна Филатова — заведующая отделом Музея Ю. А. Гагарина (г. Гагарин)[102].
- Братья:
  - Валентин Алексеевич Гагарин (1924—2006), работал плотником, затем — мастером, слесарем—сборщиком Рязанского радиолампового завода, автор книги «Мой брат — Юрий». Похоронен на главной аллее Предтеченского кладбища города Гагарин.
  - Борис Алексеевич Гагарин (1936—1977), окончил Харьковский авиационный институт. Работал в ОКБ-23, затем инженером на Гжатском радиоламповом заводе. Похоронен на главной аллее Предтеченского кладбища города Гагарин.
- Жена — Валентина Ивановна Гагарина, урождённая Горячева (1935—2020). Поженились в 1957 году в Оренбурге. Работала в лаборатории Медицинского управления Центра управления полётами[103][104]. В Оренбурге, в доме, где жила семья Валентины, впоследствии был открыт Музей-квартира Юрия и Валентины Гагариных.
- Дочери:
  - Елена Юрьевна Гагарина (род. 17 апреля 1959) — генеральный директор музея-заповедника «Московский Кремль», кандидат искусствоведения;
  - Галина Юрьевна Гагарина (род. 7 марта 1961) — профессор, заведующая кафедрой национальной и региональной экономики Российского экономического университета им. Г. В. Плеханова, доктор экономических наук[23][105].

## Отношение к религии
Космонавт выразил своё отношение к религии в своей книге так:
Полёт человека в космос нанёс сокрушительный удар церковникам. В потоках писем, идущих ко мне, я с удовлетворением читал признания, в которых верующие под впечатлением достижений науки отрекались от бога, соглашались с тем, что бога нет и всё связанное с его именем — выдумка и чепуха.
Но по мнению историка Тревора Роквелла из Университета Виктории, эту книгу («Дорога в космос») можно считать автобиографической лишь условно, относясь к её содержанию с большой долей скептицизма. Он обращает внимание на тот факт, что из уст Гагарина книгу записывали корреспонденты газеты «Правда» Н. Денисов и С. Борзенко, а редактором был генерал Николай Каманин (это указано на титульном листе). Таким образом, официальная «автобиография» могла служить инструментом пропаганды периода антирелигиозной кампании и не обязательно отражает убеждения Юрия Гагарина.
Существует и другая точка зрения на отношение Гагарина к религии. Валентин Петров, один из работников Центра подготовки космонавтов в России из первого потока, в интервью агентству «Интерфакс-религия» сообщает, что они с первым космонавтом Земли посещали Троице-Сергиеву Лавру:
Юрий Алексеевич, как все русские люди, был человеком крещёным и, насколько я могу знать, верующим. Для меня незабываемой остаётся наша совместная поездка в Троице-Сергиеву лавру в 1964 году, как раз когда Гагарину исполнилось 30 лет. <…> Когда мы пришли в лавру, толпа народу пошла к нему за автографами. Ещё даже служба не успела кончиться, но все, узнав о приезде Гагарина, поспешили к нему. Вот такая была народная любовь к Юре, и он не мог никому отказать.
Также Валентин Петров рассказывает о том, что Гагарин предлагал восстановить Храм Христа Спасителя:
А спустя некоторое время после нашей поездки Юрий Гагарин, выступая на заседании пленума ЦК по вопросам воспитания молодёжи, в открытую предложил восстановить храм Христа Спасителя как памятник воинской славы, как выдающееся произведение православия. Одновременно он предложил восстановить и разрушенную в то время Триумфальную арку. Мотив у Гагарина был очень простой: нельзя поднимать патриотизм, не зная своих корней. Поскольку храм Христа Спасителя — это памятник воинской славы, то люди, которые идут защищать Родину, должны это знать.
Однако Петров неверно передаёт слова Гагарина. Юрий Алексеевич ничего не говорил ни о восстановлении, ни о «выдающемся произведении православия». В выступлении на VIII пленуме ЦК ВЛКСМ (оригинал текста: Российский Государственный архив социально-политической истории, фонд № 1, опись 2, часть 2, единица хранения 471) Гагарин сказал буквально следующее:
На мой взгляд, мы ещё недостаточно воспитываем уважение к героическому прошлому, зачастую не думая о сохранении памятников. В Москве была снята и не восстановлена Триумфальная арка 1812 года, был разрушен храм Христа Спасителя, построенный на деньги, собранные по всей стране в честь победы над Наполеоном. Я бы мог продолжать перечень жертв варварского отношения к памяти прошлого.
Космонавт Алексей Леонов так прокомментировал эту ситуацию:
Сейчас появилась тенденция, которая мне не нравится. Если в советское время утверждалось, что все космонавты - несомненные атеисты, то сейчас нередко всех их стремятся показать православными, воцерковлёнными людьми. Да, в советские годы откровенных безбожников практически не было, многие верили в Бога, но здесь не стоит преувеличивать и говорить, например, что Гагарин чуть ли не требовал восстановить разрушенный храм Христа Спасителя. Перед вами реальный документ, и из него видно, что Гагарин не призывал восстановить храм Христа Спасителя, он говорил о варварском отношении к патриотическим памятникам.
Гагарин не подписал осуждающее религию обращение советских космонавтов «Юным атеистам-ленинцам Страны Советов» (опубликовано в 1966 году в журнале «Наука и религия»).

## Личное дело
В сентябре 2022 года Центром подготовки космонавтов было рассекречено личное дело Ю. Гагарина. В личное дело входят анкета, таблица о прохождении воинской службы, сведения об учёбе.

## Память

Памятник на месте приземления Гагарина Ю. А. «Парк покорителей космоса им. Юрия Гагарина» в Саратовской области

Памятник С. П. Королёву и Ю. А. Гагарину в Энгельсе Саратовской области

Бюст Ю. А. Гагарина в Евпатории

### В топонимах

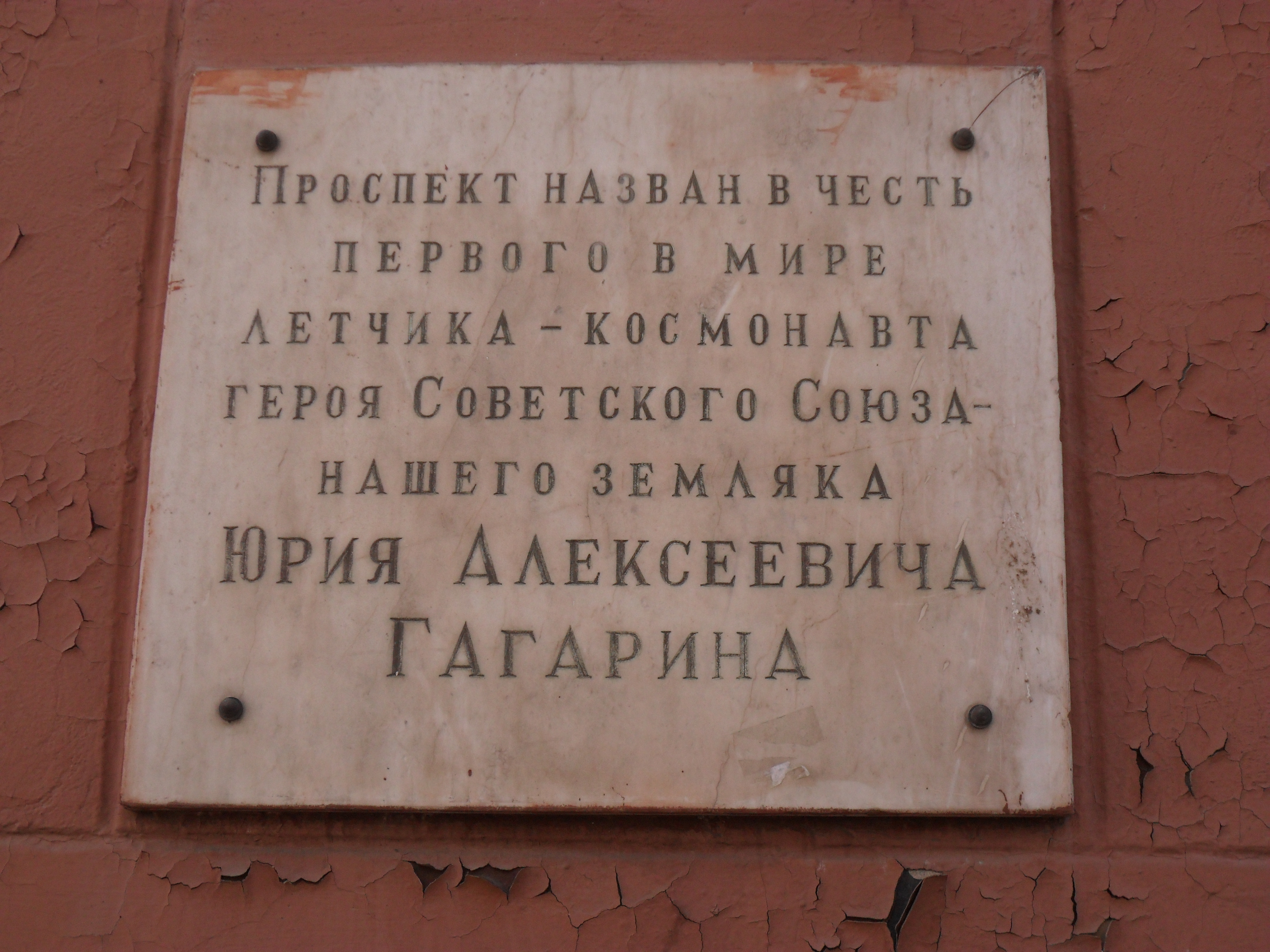
Аннотационная доска на проспекте Гагарина в Смоленске

- Город Гжатск и Гжатский район переименованы в город Гагарин и Гагаринский район.
- Именем Гагарина названы многие бульвары, улицы, проспекты, площади, районы Советского Союза.
- Мемориал близ села Смеловка недалеко от места приземления первого космонавта Земли, на территории музейного комплекса «Парк покорителей космоса им. Юрия Гагарина»[112].
- В Узбекистане есть город Гагарин.
- Хребет Юрия Гагарина в Антарктиде (координаты центральной точки[113]: 71°58′ ю. ш. 09°21′ в. д.HGЯO), отмечен на карте в 1961 году САЭ и получил имя в 1965 году или ранее[114].
- Ледник Гагарина — долинный ледник в Казахстане на северном склоне хребта Джунгарский Алатау.
- Гагарин — посёлок городского типа в Армении.

### Памятники
- Памятник Гагарину в Москве на Площади Гагарина — 42-метровый памятник Ю. А. Гагарину, изготовленный на Балашихинском литейно-механическом заводе из специального титанового сплава, открыт 4 июля 1980 года (скульптор П. И. Бондаренко, архитекторы Я. Б. Белопольский, Ф. М. Гажевский, конструктор А. Ф. Судаков)[115]
- Памятник в городе Гагарине — открыт в 1974 году (скульпторы Ю. Г. Орехов, М. А. Шмаков, архитекторы В. А. Петербуржцев, А. В. Степанов)[116];
- Памятник в Гринвиче (Лондон) — открыт в мае 2013 года[117];
- Памятник в Хьюстоне (США) — открыт в октябре 2012 года[118][119].
- Памятник в городе Циолковском (бывший посёлок Углегорск) Амурской области, вблизи космодрома «Восточный» — открыт 12 апреля 2016 года, в День космонавтики.
- Памятник в Черногории — открыт 12 апреля 2016 года[120];
- Памятник Гагарину в Ташкенте (Узбекистан) — открыт в 1979 году (скульптор Г. Постников, архитектор С. Адылов)[121].
- Памятник в городе Гагарин в Мирзачульском районе Джизакской области Республики Узбекистан[122];
- Памятник и мемориальная доска в Ишимбае[123][124]
- Памятник «Покорителям космоса» в Коломне — открыт 14 апреля 1978 года (скульптор Валерий Каджай, архитектор Тенгиз Абуладзе)[125]
- Памятник Ю. А. Гагарину при входе в парк культуры и отдыха в городе Южно-Сахалинске
- Памятник Юрию Гагарину на Набережной Космонавтов в Саратове (скульптор Юрий Чернов). Памятник отлили из бронзы в 1990 году на Мытищинском заводе художественного литья. Официально открыт 30 сентября 1995 года[126].
- Памятник в Никосии (Кипр) — открыт 15 апреля 2013 года (скульптор Владимир Усов)[127].
- Памятник в Королёве — открыт 12 января 2017 года, изображён сидящим на лавочке с конструктором С. П. Королёвым[128].
- Памятник Юрию Гагарину и Сергею Королёву «Перед полётом» установлен на набережной г. Энгельс Саратовской области 25.08.2017.
- Памятник в Златоусте — открыт в сентябре 2012 на Красной горке. Право открыть новый памятник первому космонавту было предоставлено учащимся школы № 1, которая носит его имя.
- Памятник во дворе школы № 1 г. Златоуста Челябинской области. Это старейшая в городе школа, к тому же установленный в её дворе бюст — первый установленный в Златоусте памятник Гагарину. Право открыть новый памятник первому космонавту было предоставлено учащимся школы № 1.
- Памятник Юрию Гагарину в Брянске. Установлен перед футбольным стадионом «Динамо».
- Памятник в Монпелье (Франция) — открыт 5 октября 2017 года[129][130].
- Памятник в Тирасполе на бульваре Гагарина у комплекса зданий университета,
- Памятник в Архангельске на ул. Ю. Гагарина, открыт в 1984 году.
- Бюст в Йошкар-Оле на проспекте Гагарина.
- Бюст в Азове в городском парке — открыт 12 апреля 1988 года.
- Бюст в Неаполе на территории Обсерватории Каподимонте — открыт 16 ноября 2017[131][132].
- Мемориальная доска на острове Бендор (Bendor, Франция) — открыта 16 июня 2018 года[133].
- Скульптура на проспекте им. Гагарина в городе Алма-Ате (Казахстан) — открыта 27 декабря 2018 года. Изображает сидящего на скамейке Юрия Гагарина в скафандре. Арт-объект отлит из бронзы.[134]
- Скульптура на Бульваре Гагарина в Брянске, открытая 12 апреля 2014 года, изображает космонавта в момент, когда он идёт по Красной площали докладывать главе государства об успешном завершении первого космического полёта человека — включая развязавшийся в этот момент шнурок на его ботинке.[135]
- Памятник первому космонавту Юрию Гагарину и макет космического корабля «Восток-1» в Новороссийске, рядом с городским планетарием.
- Памятник в Форосе[136]
- Бюст в Кливленде (США) — открыт в августе 2019 года[137][138].
- Бюст в Риеке (Хорватия); открыт 6 марта 2020 года[139].
- Бюст в Перми на Бульваре Гагарина[140].
- Бюст в Тунисе, в штаб-квартире тунисской компании Telnet (Тунис); установлен в апреле 2021 г.[141]
- Бюст в Оэйраш (Португалия) — открыт в октябре 2021 года[142][143].
- Бюст в Боливии — открыт 12 апреля 2023 года на земной станции Амачума. Это первый памятник русскому человеку в этой стране[144].
- Бюст в Мелитополе — открыт 2 апреля 2025 года. В церемонии открытия принял участие лётчик-космонавт, герой России Федор Юрчихин[145].

### Учреждения
- Объединённый мемориальный музей Ю. А. Гагарина, г. Гагарин Смоленской обл[146]
- Саратовский аэроклуб ДОСААФ имени Ю. А. Гагарина близ посёлка Дубки, в котором Гагарин обучался
- Профессионально-педагогический колледж СГТУ имени Ю. А. Гагарина, в котором учился Ю. А. Гагарин
- ГБПОУ МО «Люберецкий техникум»: 28 декабря 2015 года постановлением губернатора Московской области техникуму присвоено имя Героя Советского Союза лётчика-космонавта Ю. А. Гагарина[147]
- Центр подготовки космонавтов имени Ю. А. Гагарина в Звёздном городке
- Военно-воздушная Краснознамённая ордена Кутузова академия имени Ю. А. Гагарина (затем — Военно-воздушная академия имени Ю. А. Гагарина и профессора Н. Е. Жуковского)
- За стартовым комплексом на площадке № 1 космодрома Байконур закрепилось название «Гагаринский старт»
- Комсомольский-на-Амуре авиационный завод имени Ю. А. Гагарина в городе Комсомольск-на-Амуре
- Аэропорт Гагарин (г. Саратов)
- В 2011 году именем Юрия Гагарина был назван Международный аэропорт Оренбурга[148]
- Аэропорт имени Юрия Гагарина в городе Намибе, Ангола
- Станция метро «Гагаринская» в г. Новосибирске
- Станция метро «Гагаринская» в г. Самаре
- Дворец Культуры им. Юрия Гагарина в Перми
- Дворец Культуры им. Юрия Гагарина в г. Сергиевом Посаде Московской области
- Дворец Культуры им. Юрия Гагарина в г. Каменск-Шахтинский Ростовской области.
- Дворец Культуры им. Юрия Гагарина в п. Усть-Абакан республики Хакасия.
- Брянский областной губернаторский Дворец детского и юношеского творчества имени Ю. А. Гагарина[149]
- Тираспольский технический колледж имени Ю. А. Гагарина в г. Тирасполе, Приднестровская Молдавская Республика
- Школа № 14 посёлка Чкаловский имени Ю. А. Гагарина[150]
- Школа № 66 имени Ю. А. Гагарина в городе Нижний Новгород
- Школа № 5 имени Ю. А. Гагарина в городе Бор Нижегородской области. В школе есть музей, посвящённый Ю. А. Гагарину
- Школа № 3 имени Юрия Алексеевича Гагарина г. Туринске Свердловской области
- Школа № 50 имени Юрия Алексеевича Гагарина г. Курска Курской области
- Школа № 13 им. Ю. А. Гагарина г. Кыштым Челябинской области[151]
- Школа № 1 им. Ю. А. Гагарина г. Златоуст Челябинской области. Это старейшая в городе школа, к тому же в её дворе находится первый установленный в Златоусте памятник Гагарину
- Школа № 2 имени Ю. А. Гагарина г. Дивногорск Красноярского края[152]
- Гимназия № 40 Ю. А. Гагарина г. Калининград Калининградской области
- Школа № 5 им. Ю. А. Гагарина г.Тамбов[153]
- Школа № 74 им. Ю. А. Гагарина г. Ярославль[154]
- Школа № 24 им. Ю. А. Гагарина г. Березники Пермского края
- Школа им. Ю. А. Гагарина, г. Ош, Кыргызстан
- Школа № 34 им. Ю. А. Гагарина в г. Шымкенте, Казахстан
- Муниципальное общеобразовательное учреждение «Лицей № 5 им. Ю. А. Гагарина» г. Волгоград[155]
- ̈Средняя Общеобразовательная школа № 54 Имени Ю. А. Гагарина, Севастополь

### Парки

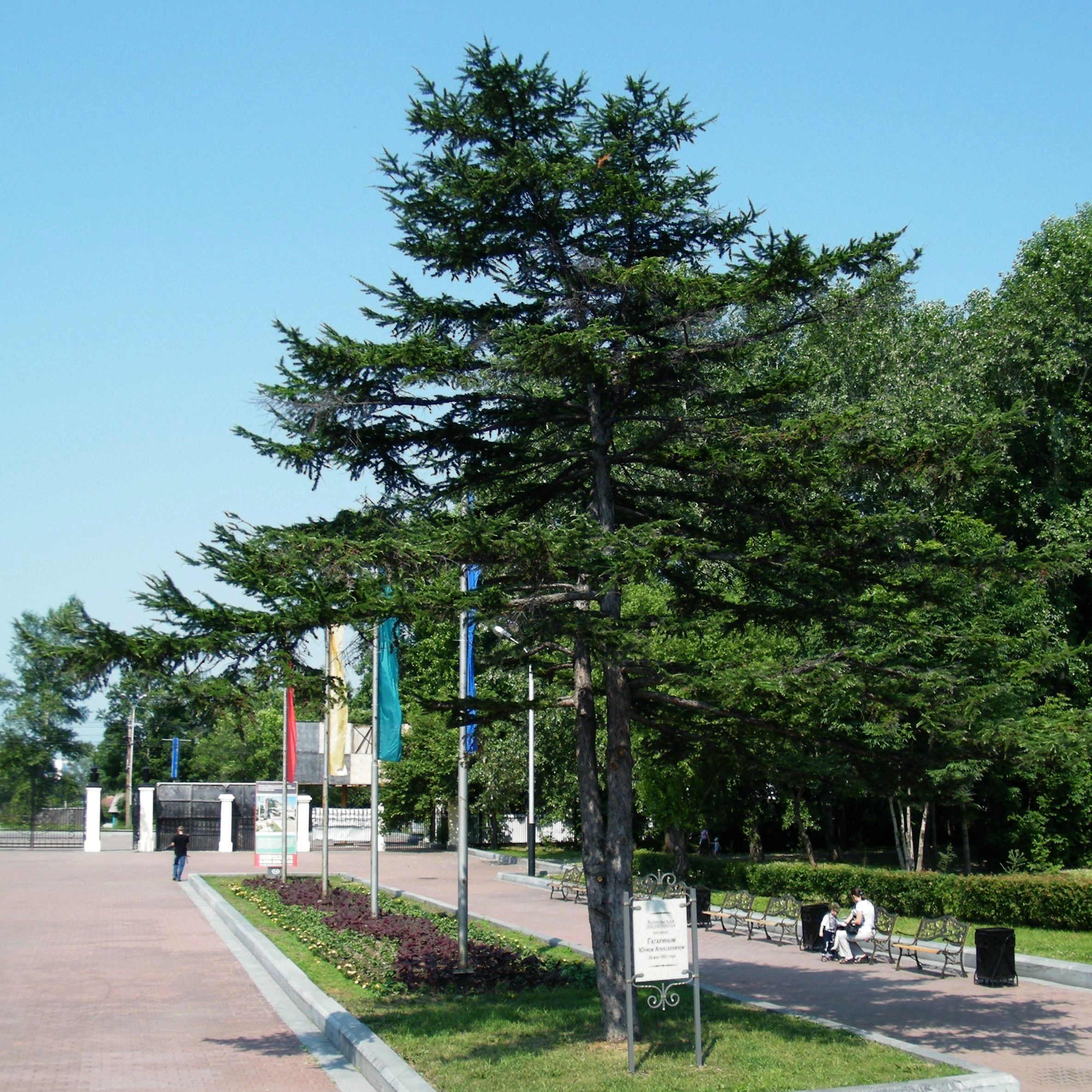
Курильская лиственница, посаженная в Хабаровске Юрием Гагариным 29 мая 1962 года

- Парк культуры и отдыха имени Ю. Гагарина в г. Южно-Сахалинске
- Парк культуры и отдыха имени Ю. Гагарина в г. Симферополе
- Парк имени Юрия Гагарина в г. Самаре
- Парк культуры и отдыха имени Гагарина в г. Челябинске
- Парк культуры и отдыха имени Юрия Гагарина в г. Хабаровске
- Парк культуры и отдыха имени Юрия Гагарина в г. Новокузнецке
- Парки имени Юрия Гагарина в Мелеузе, Кумертау и Стерлитамаке (Республика Башкортостан)
- Парк и Дворец Культуры им. Юрия Гагарина в г. Каменск-Шахтинском Ростовской области
- Парк Юрия Гагарина в Познани (Польша)
- Парк имени Гагарина в Йошкар-Оле
- Парк имени Гагарина в г. Волгограде
- Парк культуры и отдыха имени Ю. А. Гагарина в г. Комсомольске-на-Амуре
- Парк культуры и отдыха имени Ю. А. Гагарина в п. Верховье

### Транспортные средства
- Научно-исследовательское судно «Космонавт Юрий Гагарин», работавшее в Атлантическом океане
- Самолёт с бортовым номером EK-95015 «Юрий Гагарин» Sukhoi Superjet 100
- Пилотируемые космические корабли «Союз ТМА-21 „Юрий Гагарин“» и «Союз МС-18 „Ю. А. Гагарин“»

### Награды и знаки
- Орден Гагарина учреждён президентом России в 2023 году, вручается за заслуги в сфере космоса[156].
- Премия имени Ю. А. Гагарина учреждена Правительством Российской Федерации в 2011 году, вручается за достижения в области космической деятельности[157].
- Золотая медаль имени Ю. А. Гагарина учреждена Международной авиационной федерации (FAI) в 1968 году. Вручается космонавтам и астронавтам за вклад в освоение космоса.
- Федеральным космическим агентством России в 2002 году учреждена награда — знак Гагарина, которая выдавалась до 2017 года[158].
- Медаль Ю. А. Гагарина учреждена государственной корпорацией «Роскосмос» в 2016 году в ходе реформирования ведомственной наградной системы взамен награды Федерального космического агентства России «Знак Гагарина».
- "Кубок Гагарина — высшая награда Континентальной хоккейной лиги, созданной в 2008 году. Сам Гагарин иногда играл в хоккей с шайбой и болел за московский ЦСКА[159].
- На Луне американские астронавты оставили памятные медали с изображением людей, отдавших жизнь освоению космоса, — в том числе одну из двух медалей, посвящённых советским космонавтам, с изображением Ю. А. Гагарина[160].

### В космосе

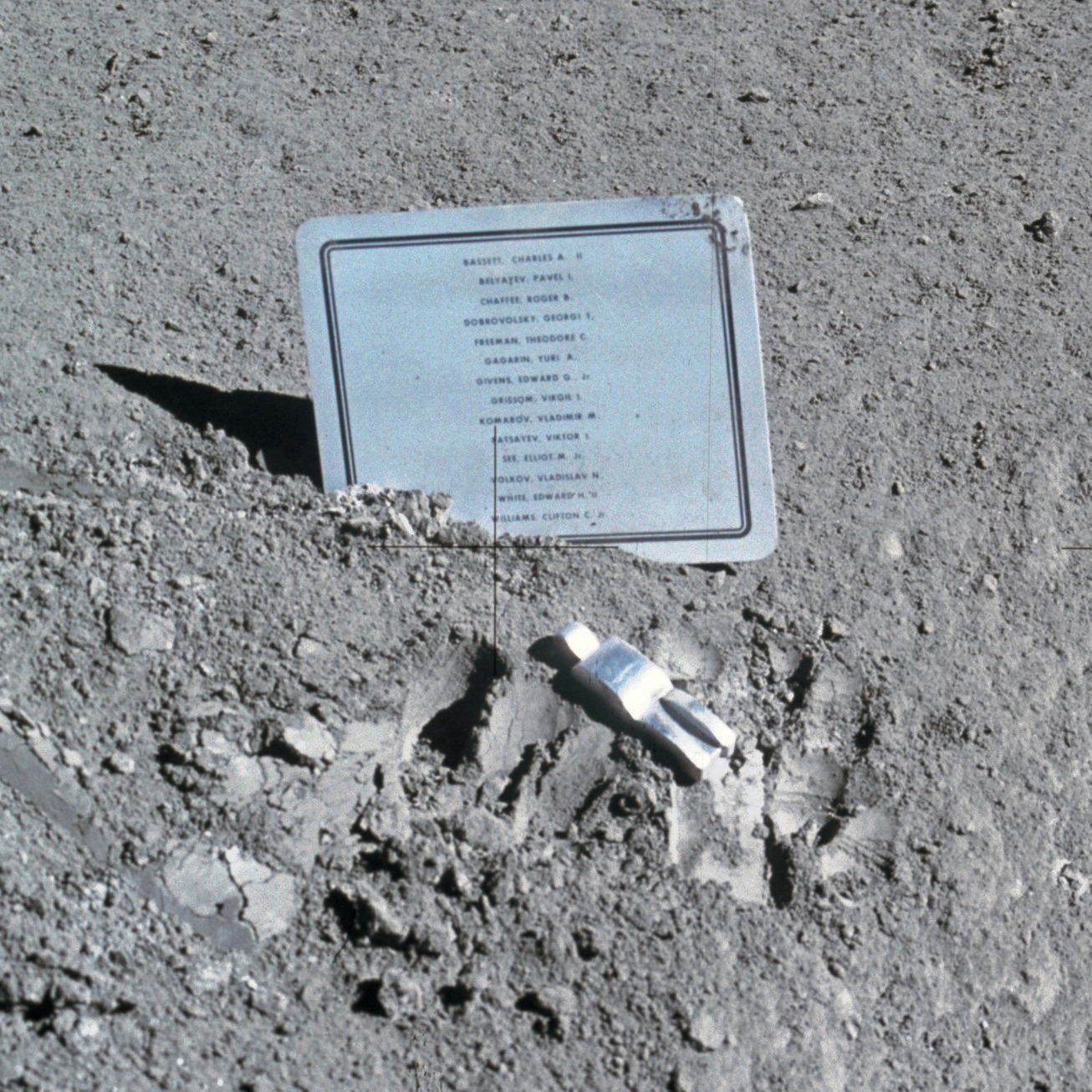
Табличка с именами погибших астронавтов и космонавтов (включая Гагарина) и скульптура «Павший астронавт», оставленная командой «Аполлона-15» на Луне в 1971 году

- Именем Гагарина назван один из крупнейших кратеров на обратной стороне Луны. Название утверждено Международным астрономическим союзом в 1970 году[161].
- В честь Юрия Гагарина в 1971 году назван астероид (1772) Gagarin[162].
- Юрий Гагарин увековечен в скульптурной композиции «Павший астронавт» — первой и пока единственной художественной инсталляции на Луне.
- Американские астронавты, побывавшие на Луне, оставили там памятные медали с изображением людей, отдавших жизнь освоению космоса — Юрия Гагарина, Владимира Комарова, Вирджила Гриссома, Эдварда Уайта и Роджера Чаффи[163].

### Иное

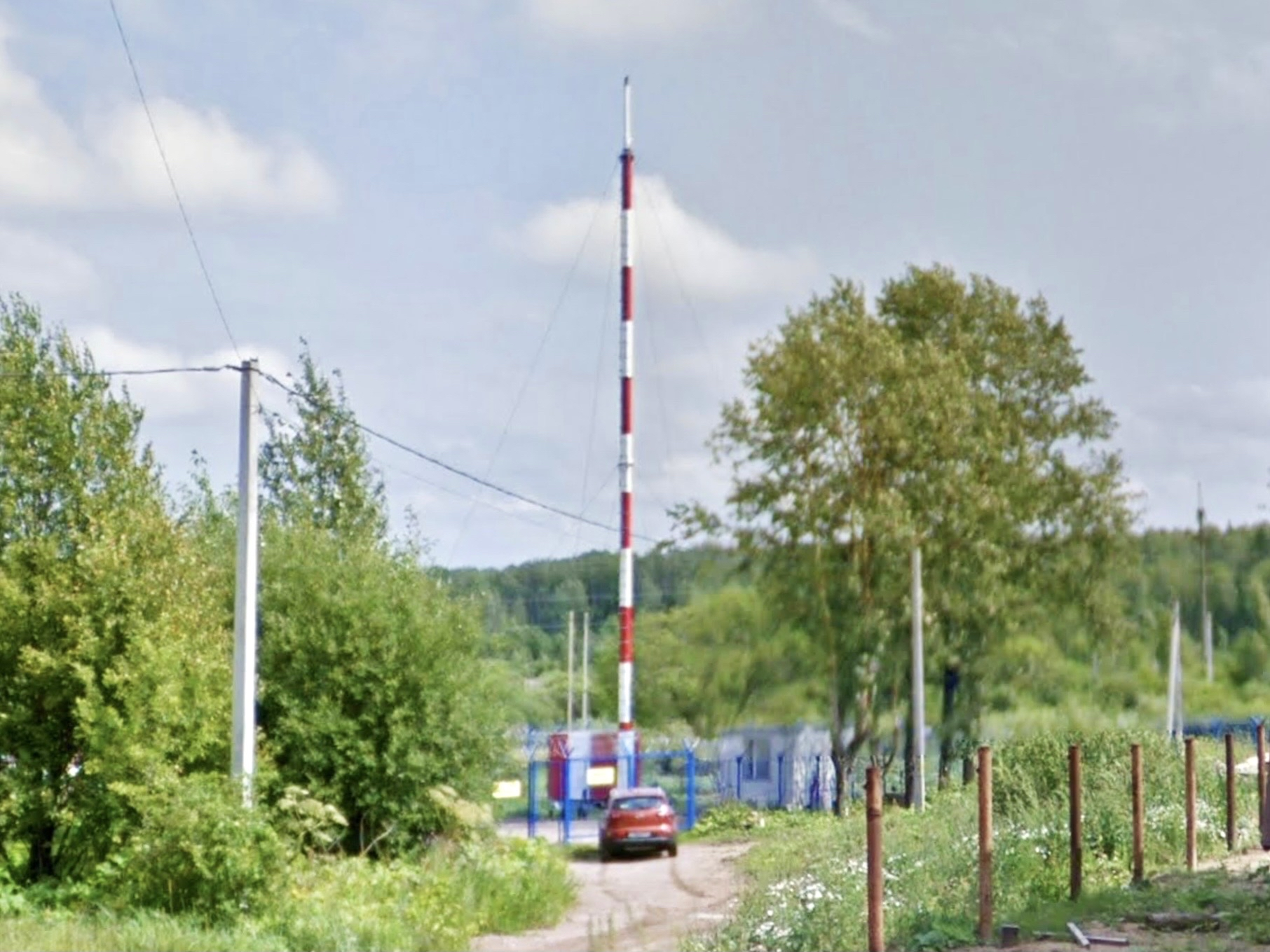
Трассовая ОПРС GAGARIN, FK NDB, расположенная в восточной части города Гагарина

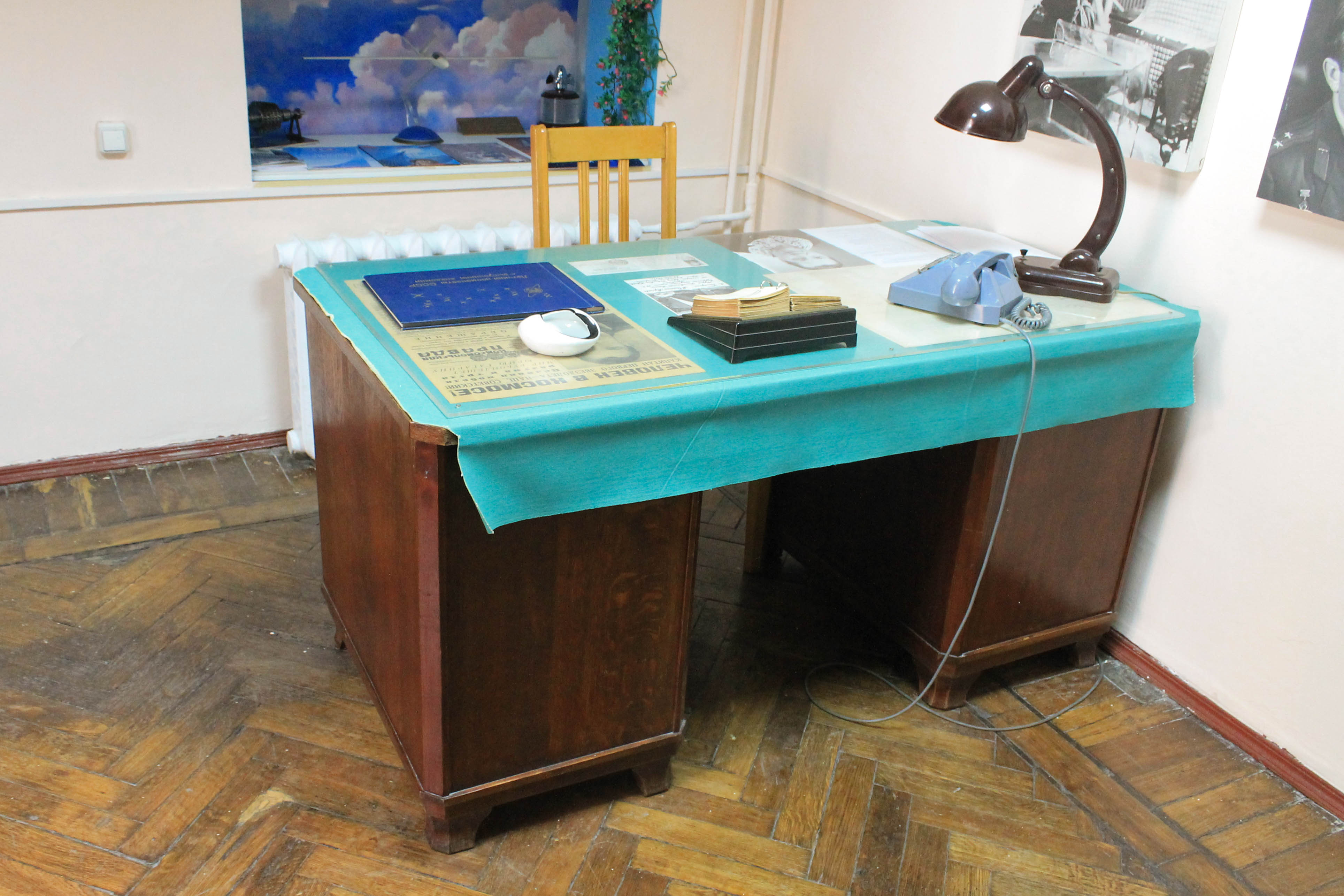
Кабинет в музее Дома авиации

- В Саратове ежегодно проводятся традиционные соревнования по мотокроссу, посвящённые памяти Гагарина.
- Редкий минерал, найденный в шахтах Восточно-Казахстанской области Казахстана, был назван гагаринит[164].
- Выведен сорт гладиолусов под названием «Улыбка Гагарина».
- Именем Ю. Гагарина назван немецкий авангардный звукозаписывающий лейбл Gagarin Records.
- Ежегодно проводятся матчи Континентальной хоккейной лиги (КХЛ) за Кубок Гагарина.
- В Музее политической истории России (Санкт-Петербург) хранятся личные вещи Ю. А. Гагарина, переданные Музею В. И. Гагариной, в том числе и берёт Фиделя Кастро, подаренный им Ю. А. Гагарину во время визита в Гавану в 1961 году[165].
- Именем Ю. Гагарина названа трассовая ОПРС GAGARIN, FK NDB, частота 985 kHz, координаты N55 33.3 E035 01.3. Объект расположен в восточной части города Гагарина[166].
- Именем Ю. Гагарина назван всенаправленный дальномерный радиомаяк GAGARIN, GG DME, Ch59, частота 112.2 MHz, координаты совпадают с FK NDB. Объект расположен в восточной части города Гагарина[166].
- Мемориальный кабинет Гагарина в Звёздном городке перенесён в Дом космонавтов. Выделенный Гагарину кабинет в академии Жуковского воссоздан в Центральном доме авиации и космонавтики.

### Почтовые марки, монеты, значки
|                                                     | | | | |  |
| Почтовый блок СССР (1976) (ЦФА [АО «Марка»] № 4569) | Почтовая марка к 75-летию со дня рождения Ю. А. Гагарина с не публиковавшейся ранее фотографией, сделанной 12 апреля 1961 года сразу после приземления корабля «Восток» (ЦФА [АО «Марка»] № 1304) | Юбилейная биметаллическая монета номиналом в 10 рублей, отчеканенная в 2001 году к 40-летию первого полёта человека в космос | Юбилейная медно-никелевая монета номиналом в 2 рубля, отчеканенная в 2001 году к 40-летию первого полёта человека в космос | Юбилейная золотая монета номиналом в 1000 рублей, отчеканенная 2011 году к 50-летию первого полёта человека в космос |  |

### В произведениях литературы и искусства
- Гагарина, Анна Тимофеевна. Память сердца : Воспоминания о Ю. А. Гагарине / Запись Т. Копыловой. — 2-е изд. — М.: Изд-во агентства печати «Новости», 1986. — 220 с. — (Библиотечка АПН).[167].
- Гагарин, Валентин Алексеевич. Мой брат Юрий: Повесть: Об Ю. А. Гагарине / Лит. запись В. Сафонова. — 2-е изд., доп. — М.: Московский рабочий, 1979. — 384 с.
- А. Пахмутова и Н. Добронравов после гибели Ю. А. Гагарина написали цикл песен «Созвездие Гагарина»[168]. Одна из популярнейших в этом цикле песня «Знаете, каким он парнем был» (в исполнении Ю. Гуляева)[169].
- В журнале Vice (Канада) в течение десяти лет публиковался комикс «The Untold Tales of Yuri Gagarin», главным героем которого был Гагарин. Авторы комикса — канадские художники-мультипликаторы К. Лавис и М.Щербовский[170].

### В кинематографе
- «Укрощение огня» — художественный фильм 1972 года. Роль Первого Космонавта (в фильме он не назван по имени) исполнил Анатолий Челомбитько.
- Гагаринское поле — документальный (реж. В Калинин, 1974 г.)
- «Так начиналась легенда» — художественный фильм 1976 года[171] В роли Олег Орлов.
- Космонавты рождаются на земле. К 25-летию первого отряда космонавтов (реж. В Воронов, 1985 г.)
- «Битва за космос» («Space Race») — телесериал 2005 года. В роли Виталий Урсу.
- «Космос как предчувствие» (2005) и «Наш космос» (2011) — Дмитрий Муляр
- «Бумажный солдат» — фильм Алексея Германа-младшего, снятый в 2008 году. Роль Юрия исполнил Валентин Кузнецов.
- Сериал «Миссии» (США, 2017). В роли Антон Яковлев.
- «Гагарин. Первый в космосе» — художественный фильм 2013 года[172] (Ярослав Жалнин).
- «Космонавт» (2013, Испания—Латвия—Россия), роль Гагарина исполнил малоизвестный актёр Гинц Трейс[173][174].

## Публикации
- Гагарин Ю. А. Дорога в космос. Записки лётчика-космонавта СССР. — М.: Правда, 1961.
- Гагарин Ю. А., Лебедев В. И. Психология и космос. — М.: Молодая гвардия (серия «Эврика»), 1968, 1976. — 207 с.
- Гагарин Ю. Есть пламя!: статьи, речи, письма, интервью. — М.: Молодая гвардия, 1968.